# Siti archeologici dell'Italia antica

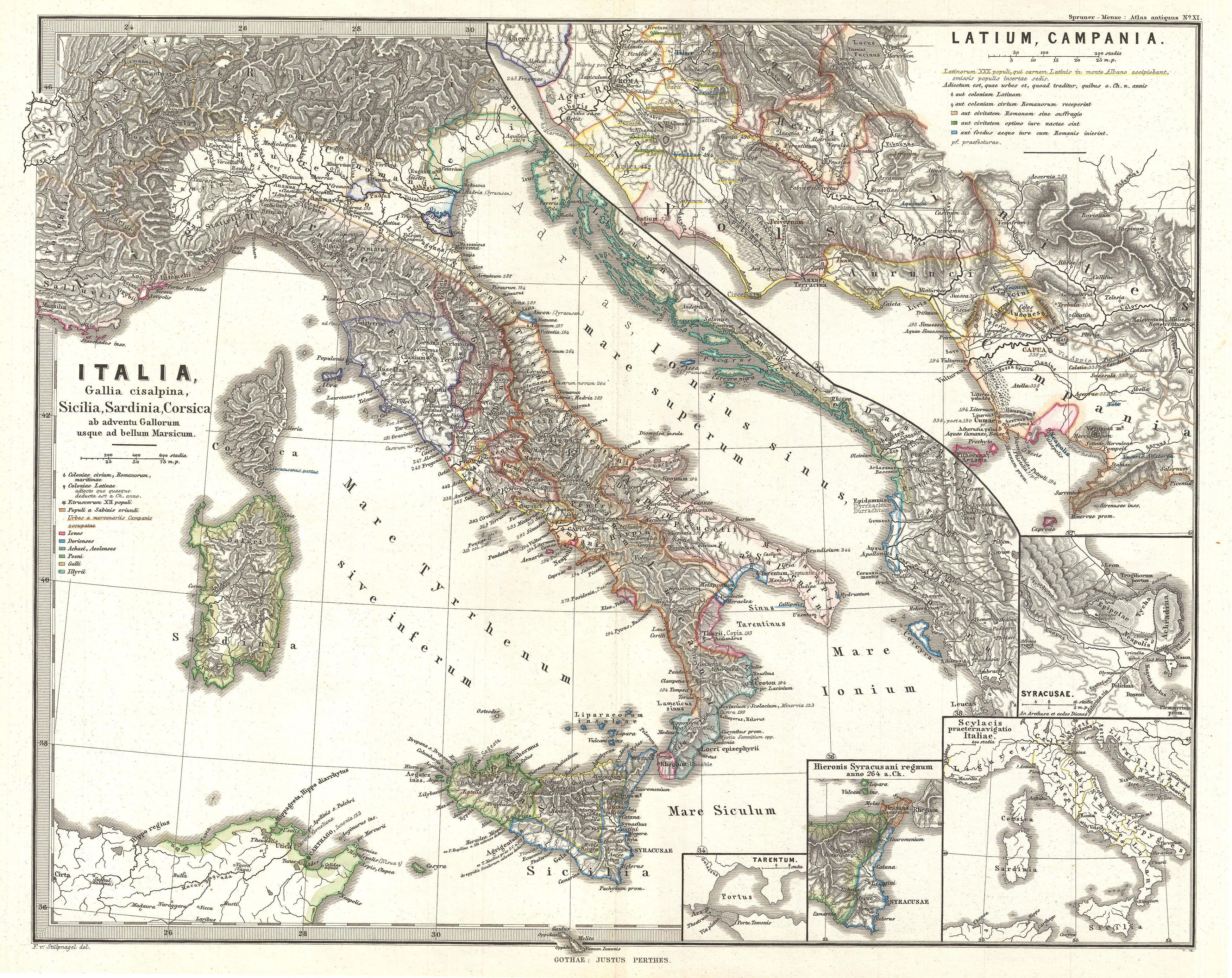
Popoli dell'Italia antica, attorno al IV secolo a.C.

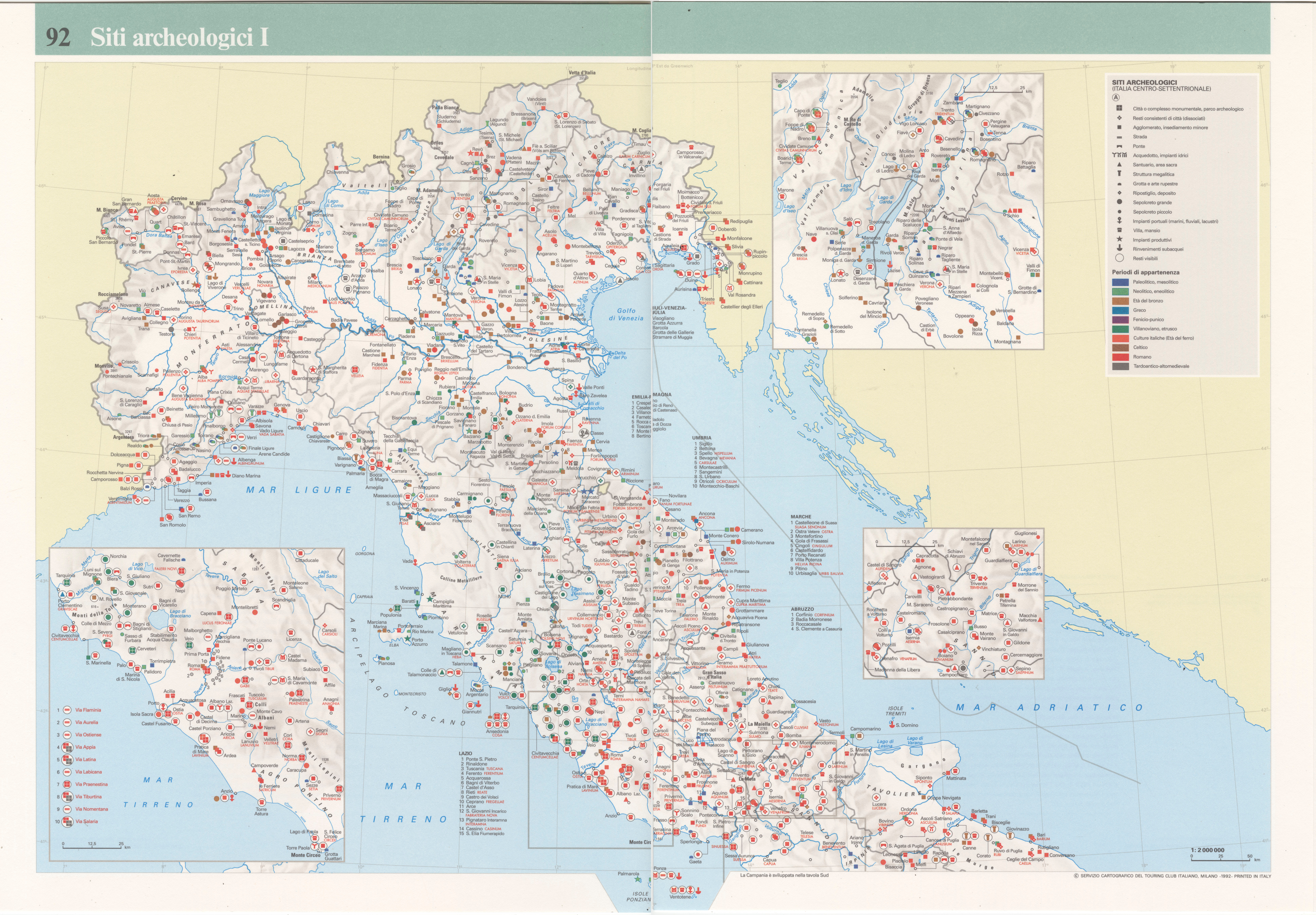
Siti archeologici dell'Italia antica (nord e centro)

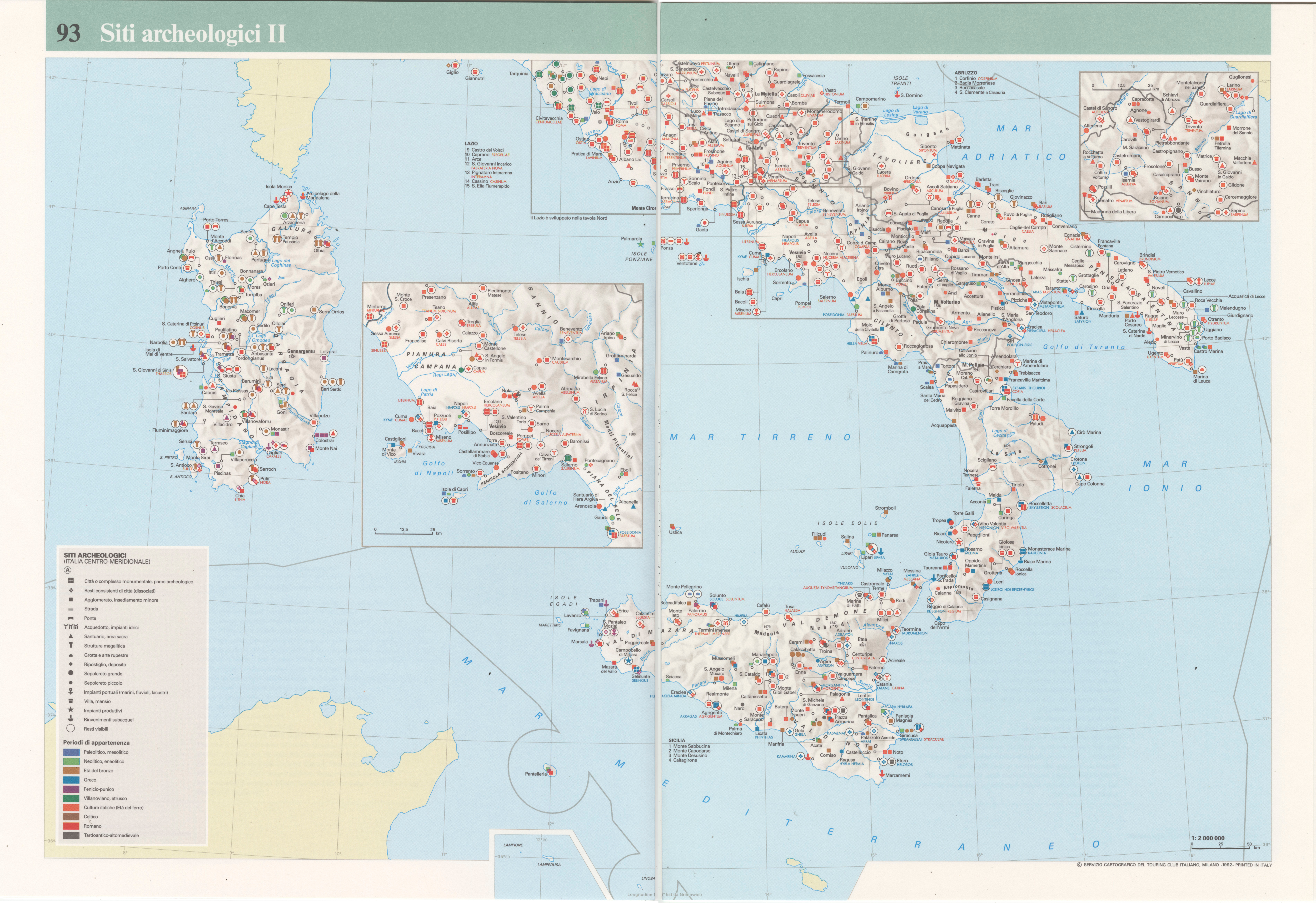
Siti archeologici dell'Italia antica (sud e isole)

Per siti archeologici dell'Italia antica si intende un elenco delle principali località italiane dove sono presenti scavi o materiale archeologico (inclusi i principali musei) in un periodo successivo all'epoca preistorica e protostorica, che ebbe inizio con la colonizzazione greca nell'Italia meridionale, con quella punica nelle isole del Mediterraneo occidentale, oltre all'attestazione degli Etruschi e poi dei Romani al centro e dei Celti al nord. Il termine è invece fissato alla caduta dell'Impero romano d'Occidente (476 d.C.).

## Italia antica
I primi colonizzatori stranieri sono i Fenici che fondano inizialmente vari empori sulle coste della Sicilia e della Sardegna. Alcuni di questi diventano in breve piccoli centri urbani e si sviluppano parallelamente alle colonie greche; tra i principali centri vi sono le città di Mozia, Zyz e Kfra in Sicilia e Nora, Sulki e Tharros in Sardegna. Tra l'VIII ed il VII secolo a.C., coloni provenienti dalla Grecia si stabiliscono sulle coste del sud Italia e della Sicilia. Le prime componenti sono ioniche e peloponnesiache: i Focesi fondano Elaia (Elea), gli Eubei e i Rodensi fondano Kyme (Cuma), Rhegion (Reggio Calabria), Parthenope (Napoli), Naxos e Zancle (Messina), i Corinzi Syrakousai (Siracusa); i siracusani fonderanno poi a loro volta Adria ed Ankón (Ancona); i Megaresi fondano invece Leontinoi (Lentini), gli Spartani Taras (Taranto), mentre gli Achei fondano Sybaris (Sibari); alcuni esuli sibariti fonderanno Poseidonia (Paestum) e Kroton (Crotone). Altre colonie importanti sono Metapontion (Metaponto), fondata anch'essa da coloni Achei, Heraclea e Lokroi Epizephyrioi (Locri Epizefiri), Akragas (Agrigento), Hymera (Termini Imerese) e Gela. La colonizzazione greca pone i popoli italici a contatto con forme di governo democratiche e con espressioni artistiche e culturali elevate.
La regione geografica italiana viene unita politicamente per la prima volta con la Repubblica romana (509-27 a.C.), ma il carattere imperiale delle conquiste effettuate nei secoli seguenti da Roma snatura il carattere nazionale che questa regione stava acquisendo sul finire del I secolo a.C. Giunta all'apice dello sviluppo politico, economico e sociale, Roma imperiale, con la sua organizzazione socio-politica, lascia un segno indelebile nella storia dell'umanità. In tutti i territori dell'impero, i romani costruiscono città, strade, ponti, acquedotti e fortificazioni, esportando ovunque il loro modello di civiltà e al contempo integrando le popolazioni e civiltà assoggettate, in un processo così profondo che per secoli, ancora dopo la fine dell'impero, queste genti continueranno a definirsi romane. La civiltà nata sulle rive del Tevere, cresciuta in epoca repubblicana ed infine sviluppatasi in età imperiale, è alla base dell'attuale civiltà occidentale. L'Impero romano d'Occidente cade nel 476 quando Odoacre, ultimo di una schiera di condottieri germanici che nel periodo di decadenza dell'Impero romano d'Occidente avevano condotto le proprie orde in territorio italico, depone l'ultimo imperatore d'Occidente, Romolo Augusto.

## Abruzzo
| Località antica         | Località moderna                       | Provincia | Civiltà/antiche popolazioni | Monumenti dell'antichità, siti archeologici, musei con collezioni archeologiche | Foto       |
| ----------------------- | -------------------------------------- | --------- | --------------------------- | --- | ---------- |
| Alba Fucens             | nei pressi dell'odierna Avezzano       | L'Aquila  | Romani                      | Area archeologica comprendente foro, basilica ed edifici annessi; poco distante si trova l'anfiteatro |            |
| Amiternum               | nei pressi dell'odierna L'Aquila       | L'Aquila  | Sabini e Romani             | Anfiteatro romano di Amiternum Teatro romano di Amiternum |            |
| Cluviae                 | nei pressi di Casoli                   | Chieti    | Carricini e Romani          | |            |
| Corfinium               | Corfinio                               | L'Aquila  | Peligni e Romani            | |            |
| Histonium               | Vasto                                  | Chieti    | Frentani e Romani           | - La Piazza Rossetti conserva la forma ellissoidale dell'anfiteatro costruito tra la fine del I secolo e la metà del II secolo d.C. - In Via Adriatica vi sono le terme risalenti al II secolo d.C. suddiviso in tre livelli. - In Via Antonio Bosco 16 vi è un tempietto romano. Il piccolo tempio è stato scoperto nel 1975 in seguito a lavori ai palazzi ai civici 6 e 16 della stessa via. |            |
| Interamnia Praetutiorum | Teramo                                 | Teramo    | Pretuzi, Romani             | - Teatro romano: nel centro storico di Teramo sono presenti i resti del teatro romano; gli studiosi datano la sua costruzione nel II secolo d.C. ed è considerato quello meglio conservato tra tutti i teatri del piceno. Dista pochi metri dall'Anfiteatro romano. - Anfiteatro romano: resti dell'anfiteatro romano, databile al I secolo d.C. - Necropoli di Ponte Messato: nel quartiere Cona vi è il Parco archeologico di Ponte Messato dove sono visibili una strada romana e tombe. Di origine pre-romana e ampliata nel periodo romano, si sviluppa ai lati dell'antica strada lastricata, contornata di monumenti, da qualcuno chiamata anche Via sacra d'Interamnia. - Domus e mosaico del Leone: tra gli emblemi della storia archeologica teramana è da annoverare il Mosaico del Leone, rinvenuto nel 1891 durante i lavori di costruzione di Palazzo Savini in Corso Cerulli. Destinato ad arricchire il pavimento di una domus patrizia (Domus del Leone), il Mosaico del Leone è databile intorno al I secolo a.C., così come quelli, simili nella fattura, rinvenuti a Pompei e nella Villa di Adriano a Tivoli. È stato universalmente riconosciuto come uno degli esempi più alti dell'arte del mosaico. - Sito archeologico di Torre Bruciata: in Piazza Sant' Anna, al fianco della Chiesa omonima, si trovano i resti di una sontuosa villa romana databile al I secolo a.C. - Sito archeologico di Largo Madonna delle Grazie: resti di abitazioni romane di età augustea e di un impianto industriale. - Domus di Vico delle Ninfe: resti di un'antica pavimentazione a mosaico, risalente ai primi secoli d.C. |            |
| Juvanum                 | nei pressi di Montenerodomo            | Chieti    | Romani                      | |            |
| Lucus Angitiae          | nei pressi dell'odierna Luco dei Marsi | L'Aquila  | Marsi e Romani              | |            |
| Ocriticum               | nei pressi dell'odierna Cansano        | L'Aquila  | Romani                      | |            |
| Pallanum                | Monte Pallano                          | Chieti    | Lucanati e Romani           | |            |
| Peltuinum               | Prata d'Ansidonia                      | L'Aquila  | Vestini e Romani            | |            |
| Sulmo                   | Sulmona                                | L'Aquila  | Peligni e Romani            | - Museo archeologico nazionale d'Abruzzo - Museo civico di Sulmona | Sulmona 43 |
| Teate                   | Chieti                                 | Chieti    | Marrucini Romani            | - Museo archeologico nazionale d'Abruzzo - Museo archeologico La Civitella |            |
| Truentum                | Martinsicuro                           | Teramo    | Liburni                     | |            |

## Basilicata

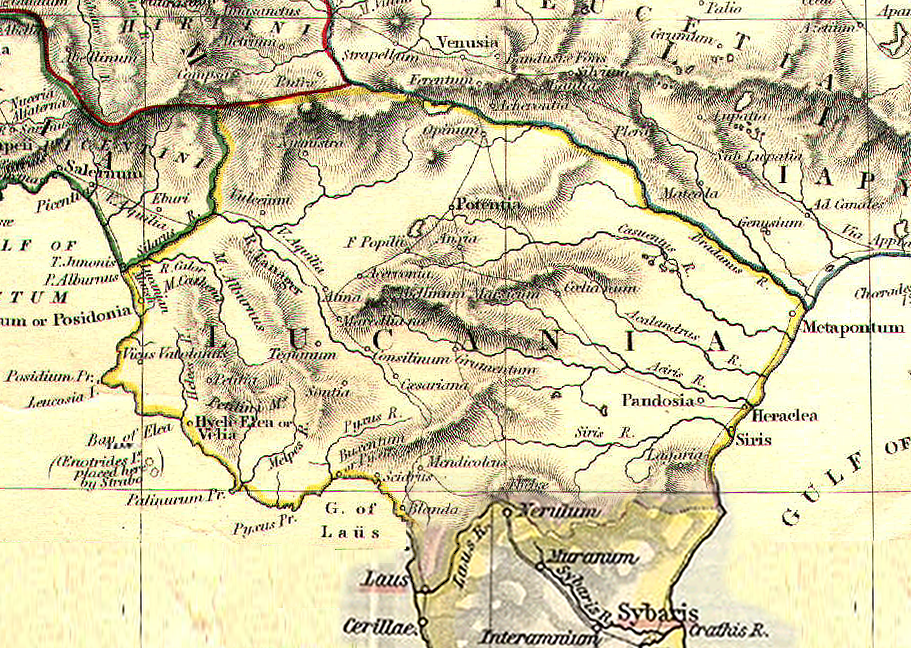
La Lucania antica in epoca romana.

La prima colonizzazione greca in Basilicata avvenne con la costruzione di Siris, situata presso la riva del fiume omonimo oggi detto Sinni, sul finire dell'VIII secolo a.C., ad opera di profughi da Colofone, fuggiti in Occidente per scampare alla dominazione lidia. Con la fondazione di Metaponto, avvenuta nel 630 a.C. circa da parte di coloni di stirpe achea, si estende la colonizzazione a tutta la costa ionica lucana. Molti insediamenti, risalenti all'VIII-VII secolo a.C., sono stati ritrovati nelle aree interne del Vallo di Diano e della Val d'Agri, ricche e numerose necropoli. Risale all'VIII secolo a.C. anche la necropoli di Colle dei Greci presso Latronico.
Sul Tirreno rinasce il villaggio di Capo la Timpa, accompagnato da un gemello costiero sul colle Palecastro di Tortora (comune oggi sito in provincia di Cosenza) e da un referente interno presso Rivello, sulla cosiddetta Serra Città, che si suppone identificabile con la città di Sirinos. Questi centri, così come quello a Palinuro, vanno inquadrati in uno schema di «colonizzazione indigena della costa», in cui gli Enotri sfruttarono la fondazione delle colonie greche sul Tirreno, in particolare Velia e Pyxous, per riavviare i loro commerci marittimi.
Nel corso del VI secolo a.C. ognuna delle due città era ormai padrona di un territorio molto vasto (chorà) che si estendevano nell'entroterra fino a Pisticci, Bernalda e Montescaglioso per Metaponto e fino ad Pandosia e Montalbano Jonico, la cosiddetta Siritide, per Siris. Con gli scavi condotti ad Alianello, Armento, Roccanova, Incoronata, Cozzo Presepe, Pisticci e Serra di Vaglio, emerge come proprio la Lucania interna, in questa fase, si caratterizzi quale importante crocevia di popoli e culture diversi. Altro nodo importante era costituito dall'area del Melfese che, grazie al fiume Ofanto, incrociava importanti itinerari di scambi. Una conferma di questa facilità e continuità di rapporti arriva dagli scavi effettuati nelle grandi necropoli di Pisciolo e Chiuchiari e in quelle di Ruvo del Monte dove, i ricchi corredi funerari, presentano i segni e le influenze del mondo dauno (i vasi riccamente decorati), di quello etrusco (vasi e candelabri in bronzo) e di quello greco (le coppe ioniche e vasi di imitazione locale).
Fra il VI ed il V secolo a.C. però, questo ipotizzabile equilibrio tra coloni greci ed "Enotri" viene intaccato, provocando una trasformazione improvvisa nel quadro territoriale della Basilicata, dove alcuni degli insediamenti più fiorenti, ricaduti nel raggio dei territori delle città greche (chorai), scompaiono (l'Incoronata e Pandosia), mentre altri, soprattutto nelle zone più interne della regione, si fortificano presentando una loro evoluta strutturazione interna (Pisticci, Ferrandina, Montescaglioso, Timmari, Garaguso, Ripacandida e Satriano): a questo fenomeno risalgono le prime cinte fortificate e alcuni importanti santuari, ubicati presso le sorgenti e prevalentemente votati a divinità femminili.
Questa trasformazione interna si colloca in un quadro storico estremamente movimentato che, sul finire dell'età arcaica, vede gran parte dell'Italia e dei suoi gruppi etnici coinvolti in una moltitudine di conflitti ed avvicendamenti, che avrebbero azzerato e riformulato gli equilibri territoriali costituitisi fino a quel momento. Le ostilità si aprono tragicamente nel 510 a.C. con la distruzione di Sibari da parte di Crotone
I Romani ebbero i primi contatti con i Lucani intorno al 330 a.C. quando costituirono un'alleanza "strumentale" utile a fronteggiare la pressione esercitata dai Sanniti a nord. L'alleanza, tuttavia, durò poco poiché i Romani manifestarono ben presto forti mire espansionistiche verso sud. Prima nel 285 a.C. e poi nel 282 a.C., la città magno-greca di Thurii, assediata dal principe lucano Stenio Stallio chiese aiuto ai Romani. I Lucani, dapprima alleati ma successivamente ribellatisi, vennero sconfitti dalle truppe del console Gaio Fabricio Luscino, che stanziò nella città una guarnigione, come riportano i Fasti triumphales. Successivamente una squadra marittima romana, perlustrando il mar Ionio, entrò in conflitto con i Tarentini che, irritati, distrussero quattro navi e ne catturarono una. In difesa della città ionica sbarcò a Taranto Pirro, re dell'Epiro che, appoggiato dai Lucani, Bruzzi e Sanniti ottenne una vittoria di misura nella battaglia combattuta fra Pandosia ed Heraclea nel 280 a.C. Dopo appena quattro anni, nel 275 a.C. Pirro venne sconfitto a Maleventum e tornò in Epiro. Taranto si arrese ai Romani nel 272 a.C., così il dominio della repubblica romana si estese su tutte le colonie greche dell'Italia meridionale. In conseguenza di ciò, nella regione lucana si ebbe un declino economico, provocato dalla politica di sfruttamento dei territori conquistati, acquisiti come suoli di proprietà dei vincitori. Dopo un tentativo di riscatto mediante l'aiuto fornito ad Annibale nel III secolo a.C., l'ennesima sconfitta provocò un inasprimento della sottomissione da parte dei romani e nel territorio lucano vennero dedotte le colonie di Potentia e di Grumentum, dove furono reclusi i ribelli lucani e brutii sottomessi dai romani.
Nel II secolo a.C. i Romani dotarono la regione di infrastrutture importanti: il prolungamento della via Appia fino a Brindisi e un tratti di acquedotto, con lo sviluppo dei centri romani sul percorso della via, tra i quali Venosa, che fu quindi patria del poeta latino Orazio. A questa si affiancò la Via Popilia, che attraversava l'Appennino lucano, attraversando Sirinos e Nerulum, e una sua diramazione, che da Paestum congiungeva le colonie tirreniche Velia, Buxentum, Cesernia, Blanda Julia e Laos a Cosenza.
| Località antica | Località moderna          | Provincia | Civiltà/antiche popolazioni | Monumenti dell'antichità, siti archeologici, musei con collezioni archeologiche | Foto |
| --------------- | ------------------------- | --------- | --------------------------- | ------------------------------------------------------------------------------- | ---- |
| Civita          | Tricarico                 | Matera    | Romani                      |                                                                                 |      |
| Grumentum       | Grumento Nova             | Potenza   | Romani                      | Museo nazionale dell'Alta Val d'Agri                                            |      |
| Heraclea        | Policoro                  | Matera    | Magna Grecia Romani         | Museo archeologico nazionale della Siritide                                     |      |
|                 | Incoronata                | Matera    | Enotri Magna Grecia         |                                                                                 |      |
| Metapontum      | Metaponto                 | Matera    | Magna Grecia Romani         | Museo archeologico nazionale                                                    |      |
|                 | Rossano di Vaglio         | Potenza   | Lucani                      |                                                                                 |      |
|                 | Serra di Vaglio           |           |                             |                                                                                 |      |
| Siris           | tra Policoro e Rotondella | Matera    | Magna Grecia                |                                                                                 |      |
| Venusia         | Venosa                    | Potenza   | Sanniti Romani              | Casa di Quinto Orazio Flacco Museo archeologico nazionale di Venosa             |      |

## Calabria

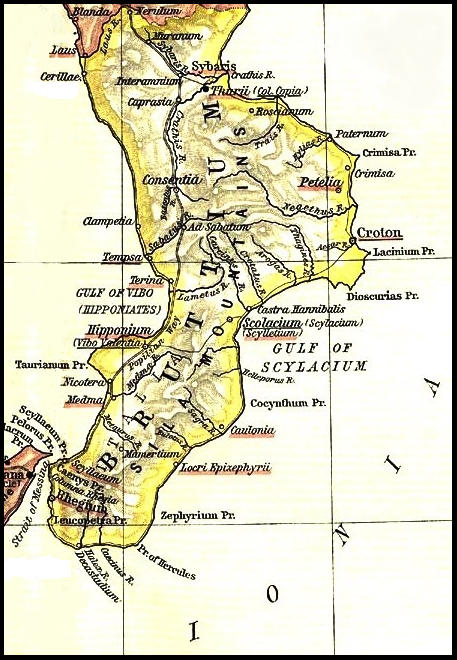
L'antica Calabria in epoca romana (al tempo di Augusto).

I Lucani (Italici indoeuropei, appartenenti al gruppo osco-umbro), abitavano nella regione che da essi prese il nome di "Lucania", a nord della Calabria. L'entroterra della Calabria (chiamato dai Romani "Bruttium"), fu abitato principalmente dai Bruzi (di temperamento bellicoso, chiamati Brutti o Bretti, strettamente imparentati coi Lucani) oltre che da genti di origine iberica. Il centro nevralgico di questo popolo era Consentia, l'attuale Cosenza, la quale venne eletta dalle tribù dei Bruzi, dopo essersi coalizzate in una lega, "capitale" della regione. Fu occupata dai Romani assieme al resto della Magna Grecia nel 265 a.C., ma durante la seconda guerra punica si ribellò a Roma per allearsi con Annibale, per poi ritornare sotto il saldo controllo della repubblica romana dopo la sconfitta del condottiero cartaginese.
Di fondamentale importanza è lo sbarco dei Greci sulle coste calabresi, i quali strapparono le terre ai Lucani (costretti a rifugiarsi nell'entroterra e nella parte settentrionale della Calabria), e si mescolarono con gli altri popoli autoctoni, dando vita ad una cultura meticcia, greco-italica, estremamente florida nei secoli successivi. I Greci fondarono fiorenti colonie, così magnificenti da guadagnarsi l'appellativo di Magna Grecia (Grande Grecia), così importanti da superare, in alcuni casi, la stessa madrepatria. Tra l'VIII ed il IV secolo a.C. infatti fiorivano su tutta la costa numerose ed importanti città della Magna Grecia, come Rhegion, Kroton, Locri Epizephyrii, Metauros e Sybaris, e numerose sub-colonie fondate dalle colonie stesse quali: Kaulon, Hipponion, Medma, Terina e Scolacium. La gloriosa storia delle poleis magnogreche vide primeggiare politicamente ed economicamente le città di Reggio come padrona dello Stretto di Messina e della Calabria meridionale, di Locri Epizefiri nella parte centrale della regione, e di Crotone in quella settentrionale, in una storia fatta di alterne alleanze e conflitti interni tra le tre potenze della regione. Successivamente con la pressione delle popolazioni italiche dei Bruzi e dei Lucani (che conquistarono anche la gran parte poleis greche), e con l'avvento di Roma, la Magna Grecia iniziò il suo declino, dovuto anche ad una continua lotta per il predominio tra le poleis.
Dopo la conquista da parte dei Romani, nel III secolo a.C., i territori assunsero la denominazione di "Brutium" ma, a parte alcune città alleate, dunque non sottomesse all'autorità di Roma, gran parte della regione non fu in grado di ritrovare la prosperità di un tempo. Le poleis magnogreche erano quindi destinate a perdere il proprio potere in favore di un'alleanza (come nel caso di Reggio) o di una colonizzazione romana (nel caso di Locri Epizefiri, Crotone e delle altre città minori). Colonie a diritto Latino furono Copia nel 194 a.C. e Vibo Valentia dedotta nel 192 a.C. Quest'ultima fu particolarmente importante I secolo a.C. e nel secolo successivo, ospitò anche l'esercito e la flotta di Cesare e poi di Ottaviano, Appiano la ricorda come una delle città più importanti d'Italia. Unica roccaforte della lingua e cultura greca rimaneva infatti Reggio (tra l'altro sede del Corrector, governatore della Regio III Lucania et Bruttii), che attraverso la Via Popilia collegava il suo porto con Roma; città abitate dai Bruttii erano le colonie di Cosenza, Vibo Valentia, Locri, Crotone e Sibari.
| Località antica | Località moderna                 | Provincia                  | Civiltà/antiche popolazioni | Monumenti dell'antichità, siti archeologici, musei con collezioni archeologiche | Foto |  |
| --------------- | -------------------------------- | -------------------------- | --------------------------- | --- | ---- |  |
| Cosentia        | Cosenza                          | Cosenza                    | Bruzio                      | Siti archeologici a Cosenza: - Ruderi romani di piazza Antonio Toscano - Scavi di San Tommaso - Scavi Biblioteca nazionale di Cosenza Museo dei Brettii e degli Enotri |      |  |
| Rhegion         | Reggio Calabria                  | Reggio Calabria            | Magna Grecia                | Siti archeologici a Reggio Calabria: - parco archeologico Griso-LaBoccetta con resti di un'area sacra d'epoca greca tra via Aschenez e via del Torrione, - un tratto delle mura greche sul lungomare Falcomatà, - resti delle mura greche sulla collina del Trabocchetto, - resti delle mura greche sulla collina degli angeli, - scavi archeologici dell'Agorà e del Foro romano con stratificazioni fino al XIX secolo in piazza Italia, - scavi archeologici di necropoli ellenistica nel quartiere di San Giorgio Extra, - rudere dell'Odéon di Reggio (o forse un Ekklesiasterion) in via del Torrione, - tomba ellenistica in via Demetrio Tripepi, - terme romane sul lungomare Falcomatà, - resti di un Athenaion in un bar del lungomare Falcomatà? Museo nazionale della Magna Grecia |      |  |
| Locri Epizefiri | a sud di Locri                   | Reggio Calabria            | Magna Grecia                | - resti di un tempio ionico in contrada Marasà, - resti dell'abitato in centocamere, - resti del tempio di Zeus, - resti del teatro greco |      |  |
| Kaulon          | nei pressi di Monasterace marina | Reggio Calabria            | Magna Grecia                | |      |  |
| Medma           | Rosarno                          | Reggio Calabria            | Magna Grecia                | |      |  |
| Metauros        | Gioia Tauro                      | Reggio Calabria            | Magna Grecia                | Museo archeologico Metauros Museo nazionale della Magna Grecia Metropolitan Museum of Art |      |  |
| Kroton          | Crotone                          | Crotone                    | Magna Grecia                | |      |  |
| Thurii          |                                  | Cosenza                    | Magna Grecia                | Parco archeologico di Sibari e Thurii |      |  |
| Sybaris         | Cassano all'Ionio                | Cosenza                    | Magna Grecia                | - Parco archeologico di Sibari e Thurii - Museo archeologico nazionale della Sibaritide |      |  |
| Cossa           | Paludi                           | Cosenza                    | Bruzio                      | - Castiglione di Paludi |      |  |
| Hipponion       | Vibo Valentia                    | Provincia di Vibo Valentia | Magna Grecia Romani         | Sono presenti sotto l'attuale centro abitato e in terreni vincolati i resti della polis di Hipponion, poi colonia a diritto latino con il nome di Vibo Valentia e infine municipium nell'89 a.C. Sono attualmente visibili: - vicino al cimitero, una porzione della poderosa cinta muraria greca (VI-III a.C) con torri, la cui estensione era di oltre 7 km; - un complesso termale e delle domus con ambienti mosaicati ancora non del tutto scavati sono presenti in via S.Aloe; - nel Parco delle Rimembranze è in vista lo stilobate di un tempio dorico del VI secolo a.C.; - altre aree sacre greche sono state rintracciate in località Scrimbia, Contura del castello e Cofino. |      |  |
|                 | Ricadi (fraz. Torre Santa Maria) | Provincia di Vibo Valentia | Magna Grecia Romani         | Sono stati individuati i resti di un insediamento greco (phroyrion) del territorio di Hipponion. Negli anni settanta-ottanta si sono scavate delle abitazioni di quel periodo e anche una villa romana con deposito di anfore. |      |  |
|                 | Tropea                           | Provincia di Vibo Valentia | Magna Grecia                | Nella piazza antistante la cattedrale sono riemerse delle tombe di V-VI secolo d.C. molte delle quali con epigrafi. Al di sotto erano presenti i resti di un muro forse di difesa del V-IV secolo a.C. relativo probabilmente ad un phroyrion del territorio di Hipponion. Sotto la stessa cattedrale è riemersa una fase dell'edificio di culto di età tardoantica-altomedievale. |      |  |

## Campania

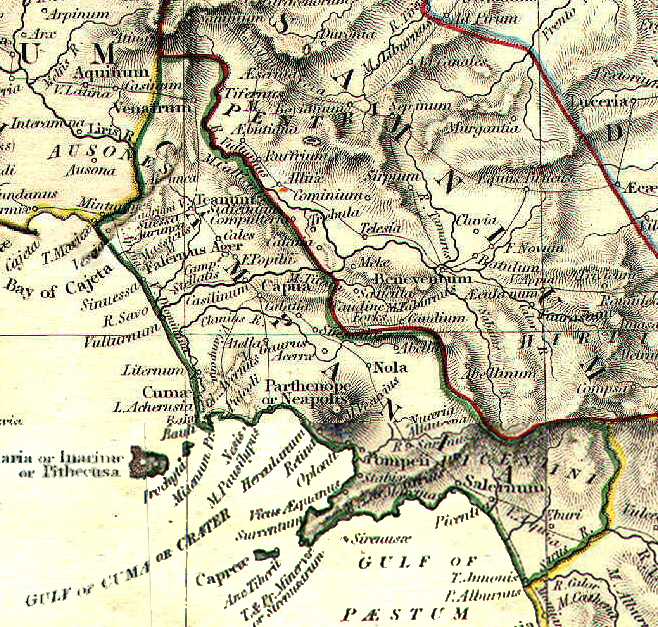
La Campania antica

La Campania, ad eccezione delle aree interne e montuose, fu soggetta alla colonizzazione greca ed etrusca. Quando avvennero i primi insediamenti greci lungo le coste della regione, con la nascita di luoghi come Pithecusa (Ischia), Kyme (Cuma), Parthenope prima e Neapolis poi (Napoli), Dikaiarcheia (Pozzuoli), Poseidonia (Paestum), Elea-Velia (Ascea), Pixunte (Policastro Bussentino), la Campania divenne uno dei centri culturali più importanti della Magna Grecia la quale quest'ultima influenzerà nel corso dei secoli la società romana e la civiltà occidentale stessa. Si pensi a Cuma che diffuse in Italia la cultura greca e l'alfabeto calcidese, che assimilato e fatto proprio dagli Etruschi e dai Latini, divenne l'alfabeto della lingua e della letteratura di Roma e poi di tutto l'occidente.
La prima delle colonie greche fu l'isola di Ischia (già sede di insediamenti punico-cartaginesi a partire dal X secolo a.C.), ove agli inizi dell'VIII secolo a.C. un élite tecnico culturale proveniente da Calcide di Eubea si insediò priva di armi e con il consenso dei Cartaginesi nella baia di Lacco Ameno, in funzione osservativa delle abilità tecnologiche delle comunità etrusche nel lavorare il ferro dell'Elba. Il primo stanziamento ebbe carattere misti tra la cultura greca e quella cartaginese e precedette temporalmente anche quelli di Naxos e Megara Hiblea nella Sicilia meridionale (in realtà, il geografo Strabone, nonché l'attento studio del mito della Sirena Partenope e degli altri fatti storici riconducibili a quel periodo, hanno ipotizzato l'esistenza di un antecedente insediamento rodio nell'isolotto di Megaride, attuale Castel dell'Ovo; esso, riconducibile al IX secolo a.C., costituirebbe il primo nucleo delle futura Napoli).
L'insediamento greco avvenne comunque solo lungo le coste, mentre le pianure interne erano abitate dagli Etruschi, i quali diedero vita a una lega di dodici città con a capo Capua, Nuceria, Nola, Acerra, Suessula. L'entroterra era invece occupato da popolazioni indigene di stirpe osca. Successivamente la regione venne prima invasa dai Sanniti (intorno al V secolo a.C.), anch'essi di etnia osca, e poi divenne un obiettivo espansionistico di Roma.
A seguito delle tre guerre sannitiche (343-290 a.C.), con esito infausto per le popolazioni locali, fu occupata dai Romani, che vi fondarono parecchie colonie (come quella di Puteoli, l'attuale Pozzuoli). Durante la seconda guerra punica, solo poche città si allearono ai cartaginesi, mentre la maggior parte della regione restò fedele a Roma. Amministrativamente fece parte della Regio I; ai tempi di Diocleziano acquisì poi autonomia. Durante l'occupazione romana, molti Potenti, costruirono lungo la costa le proprie ville estive. Anche dal punto di vista economico ci fu uno straordinario sviluppo dell'agricoltura e del commercio, la regione era infatti da sempre una delle zone più ricche del mondo classico e romano e ciò gli valse l'appellativo di Campania Felix. A Napoli, infine, nel castel dell'Ovo, con la morte dell'imperatore Romolo Augusto avvenuta dopo il 511, si decretò definitivamente la caduta dell'Impero romano d'Occidente.
| Località antica                                           | Località moderna                                                  | Area      | Civiltà/antiche popolazioni                               | Monumenti dell'antichità, siti archeologici, musei con collezioni archeologiche | Foto |
| --------------------------------------------------------- | ----------------------------------------------------------------- | --------- | --------------------------------------------------------- | --- | ---- |
| Abella                                                    | Avella                                                            | Avellino  | Osci Sanniti Romani                                       | Necropoli monumentale Anfiteatro Castello |      |
| Acerrae                                                   | Acerra                                                            | Napoli    | Osci Etruschi Romani                                      | Resti di teatro romano sotto il castello dei conti, resti di mura romane. |      |
| Aeclanum                                                  | Mirabella Eclano                                                  | Avellino  | Sanniti Romani                                            | Museo civico archeologico. |      |
| Aequum Tuticum                                            | Ariano Irpino                                                     | Avellino  | Romani                                                    | Museo archeologico di Ariano Irpino |      |
| Atella                                                    | nei comuni di Frattaminore, Orta di Atella, Sant'Arpino e Succivo | Napoli    | Osci Romani                                               | Rovine della città, tombe. |      |
| Baiae                                                     | Baia                                                              | Napoli    | Romani                                                    | Parco archeologico di Baia |      |
| Bauli                                                     | Bacoli                                                            | Napoli    | Romani                                                    | Cisterna romana Centocamerelle, Cisterna romana Piscina Mirabilis, piccolo odeion chiamato "Tomba di Agrippina". |      |
| Pagus Augustus Felix Suburbanus                           | Boscoreale e Boscotrecase                                         | Napoli    | Romani                                                    | Antiquarium. |      |
|                                                           | Capri                                                             | Napoli    | Romani                                                    | Grotta Azzurra, la cosiddetta Scala Fenicia, Villa dei Bagni di Tiberio (chiamato "Palazzo a Mare"), Villa Imperiale di Damecuta, Villa Jovis. |      |
|                                                           | Casola                                                            | Napoli    |                                                           | Necropoli del III e IV secolo. |      |
|                                                           | Cimitile                                                          | Napoli    | Romani                                                    | Basiliche Paleocristiane. |      |
| Cumae (la greca Kyme)                                     | Cuma                                                              | Napoli    | Magna Grecia Romani                                       | Scavi archeologici di Cuma: Anfiteatro, Antro della Sibilla, Arco Felice, Capitolium, galleria carrozzabile chiamata "Crypta Romana", Foro, galleria carrozzabile chiamata Grotta di Cocceio, Masseria del Gigante, Mura greche, Necropoli, Strada romana, Tempio con Portico, Tempio di Apollo, Tempio di Giove, Terme ellenistiche chiamate "Tomba della Sibilla", Terme romane del Foro. |      |
| Herculaneum                                               | Ercolano                                                          | Napoli    | Osci Etruschi Sanniti Romani                              | Scavi della città antica, Teatro romano, Villa dei Papiri. |      |
|                                                           | Gragnano                                                          | Napoli    | Romani                                                    | Acquedotto, Necropoli. |      |
| Pithecusa                                                 | Isola d'Ischia                                                    | Napoli    | Romani                                                    | Museo archeologico di Pithecusae Casa greca di Punta Chiarito, resti sommersi di Cartaromana, Sorgente di Nitrodi. |      |
|                                                           | Lacco Ameno                                                       | Napoli    | Romani                                                    | Museo di Santa Restituta scavi sotto la Chiesa di Santa Restituta. |      |
|                                                           | Lago Lucrino e Lago d'Averno                                      | Napoli    | Romani                                                    | Galleria sotterranea chiamata "Grotta della Sibilla", galleria carrozzabile chiamata Grotta di Cocceio, cd. Navale di Agrippa, Sala termale chiamata "Tempio di Apollo", Terme romane chiamate "Bagni di Tritoli", Terme romane chiamate "Stufe di Nerone", antico porto militare romano Portus Iulius sommerso nel mare. |      |
| Liternum                                                  | Lago Patria                                                       | Napoli    | Romani                                                    | Anfiteatro, Basilica, Capitolium, Foro, Necropoli, Teatro. |      |
|                                                           | Massa Lubrense                                                    | Napoli    | Romani                                                    | Area archeologica di Punta Campanella (Strada romana e Tempio di Minerva), Necropoli del Deserto, Ville romane. |      |
| Misenum                                                   | Miseno                                                            | Napoli    | Romani                                                    | Cisterna romana chiamata "Grotta Dragonara", Sacello degli Augustali, Teatro romano, grande Sala termale (in proprietà privata), sede della flotta (Classis Misenensis). |      |
| Neapolis                                                  | Napoli                                                            | Napoli    | Opici, Ausoni e Osci Magna Grecia Romani                  | Museo archeologico nazionale di Napoli Tra i principali monumenti/scavi ricordiamo: la Chiesa del Carminiello ai Mannesi (Resti di un edificio di epoca romana), Crypta Neapolitana, Fontana delle zizze (Sarcofago romano), Grotta del Cane, Decumani di Napoli, Insediamenti agricoli di età romana (Ponticelli), Isolotto di Megaride, Monte Echia, Sottosuolo di Napoli, Oasi di Santa Maria di Pietraspaccata, Parco archeologico della Mostra d'Oltremare, Parco archeologico di Posillipo (comprende la Grotta di Seiano, la villa imperiale di Pausilypon con annesso teatro dell'Odeon, il Parco sommerso di Gaiola ed il palazzo degli Spiriti), Ponte romano (via Salvator Rosa), Ponti Rossi (acquedotto romano del Serino), Reperti archeologici nella Stazione Neapolis, Resti archeologici di Pizzofalcone (Necropoli), Resti archeologici di Scampia, Resti del Tempio dei Dioscuri (Colonne sulla facciata di epoca greca), Resti dell'Acropoli sulla collina di Caponapoli, Resti della Porta Furcillensis, Resti di epoca romana in Sant'Aspreno al Porto, Resti di una Domus Romana negli scantinati di una Banca, Resti nel Chiostro dei SS. Marcellino e Festo, Scavi archeologici di San Lorenzo Maggiore, Scavi archeologici interni al Maschio Angioino, Scavi di Santa Chiara, Scavi archeologici del Duomo, Scavi di Piazza del Municipio (antico circondario del Maschio Angioino), Strada romana all'interno del Palazzo Corigliano (aula "Mura Greche"), Teatro romano di Neapolis, Tempio della Gaiola, Terme romane di Agnano, Terme romane di via Terracina, Tunnel Borbonico, Villa di Licinio Lucullo, Tazza di Porfido (proveniente dal Tempio di Era di Paestum), Catacombe delle Anime del Purgatorio ad Arco, Catacombe di San Gaudioso, Catacombe di San Gennaro, Catacombe di San Paolo Maggiore, Catacombe di San Pietro ad Aram, Catacombe di San Severo fuori le mura, Catacombe greche, Cimitero delle Fontanelle, Cimitero di Santa Maria del Pianto, Catacombe di Sant'Eufebio, Colombarium di via Pigna, Mura greche di Neapolis, Parco Vergiliano. |      |
| Nola                                                      | Nola                                                              | Napoli    | Ausoni Romani                                             | Anfiteatro, Complesso archeologico di Via Saccaccio, Mausolei romani Le Torricelle, Scavi Chiesa di San Biagio (Terme romane). |      |
| Oplontis                                                  | Torre Annunziata                                                  | Napoli    | Pelasgi e Osci Magna Grecia Etruschi Sanniti Romani       | Scavi archeologici di Oplonti, villa romana di Crassio Terzio, Villa romana di Poppea. |      |
| Ad Teglanum                                               | Palma Campania                                                    | Napoli    | Osci Magna Grecia Etruschi Sanniti Romani                 | Acquedotto Augusteo. |      |
| Pompeii                                                   | Pompei                                                            | Napoli    | Opici, Ausoni e Osci Magna Grecia Etruschi Sanniti Romani | Scavi della città antica. |      |
| Puteoli                                                   | Pozzuoli                                                          | Napoli    | Magna Grecia Sanniti Romani                               | Acquedotto romano, Anfiteatro Flavio di Pozzuoli, Anfiteatro Minore, Area archeologica del Rione Terra, Cisterna romana Cento Camerelle, Cisterna romana Piscina Cardito, Cisterna romana Piscina Lusciano, Macellum (chiamato Tempio di Serapide), Mausolei romani del Fondo Di Fraja, Necropoli romana di San Vito, Necropoli romana di Via Antiniana, Necropoli romana di Via Celle, Ruderi dei Collegia, Stadio romano, Tabernae romane, cd. Tempio di Diana, Terme di Nettuno, Via Celle, Via Consolare Campana, Via Puteolis-Neapolim, Villa romana detta Villa di Cicerone. |      |
| Pithekoussai (o Pithecusae)                               | Lacco Ameno sull'Isola d'Ischia                                   | Napoli    | Magna Grecia Romani                                       | Necropoli di San Montano. |      |
|                                                           | Quarto Flegreo                                                    | Napoli    | Magna Grecia Romani                                       | Mausoleo a Cuspide, Resti di Villa romana, Statio ad Quartum, Via Consolare Campana, mausolei funerari. |      |
| Stabiae                                                   | Castellammare di Stabia                                           | Napoli    | Sanniti Etruschi Magna Grecia Romani                      | Scavi archeologici di Stabia (Villa Arianna, Villa San Marco, secondo complesso, Villa del Pastore, Villa Petraro, Villa Carmiano, Villa Sant'Antonio Abate, Grotta di San Biagio, Necropoli); Musei: Antiquarium stabiano, Museo diocesano sorrento-stabiese. |      |
| Suessula                                                  | nei pressi di Acerra                                              | Napoli    | Osci Etruschi Romani                                      | Resti della città romana, resti del teatro romano. |      |
| Surrentum                                                 | Sorrento                                                          | Napoli    | Osci Romani                                               | Ponte di Porta Parsano, Porta Greca, Villa di Pollio Felice (detta Bagni della Regina Giovanna). |      |
| Sora e Calastro                                           | Torre del Greco                                                   | Napoli    | Romani                                                    | Villa Sora. |      |
|                                                           | Vivara                                                            | Napoli    | Magna Grecia                                              | Insediamento miceneo. |      |
| Abellinum                                                 | Atripalda                                                         | Avellino  | Sanniti Romani                                            | |      |
| Aeclanum                                                  | Mirabella Eclano                                                  | Avellino  | Sanniti Romani                                            | Casa officina, Mura, Necropoli, Terme. |      |
| Aequum Tuticum                                            | Ariano Irpino                                                     | Avellino  | Romani                                                    | Museo archeologico di Ariano Irpino. |      |
| Compsa                                                    | Conza della Campania                                              | Avellino  | Romani                                                    | Foro. |      |
| Beneventum                                                | Benevento                                                         | Benevento | Osci Sanniti Romani                                       | Arco di Traiano, Teatro romano, foro romano all'Arco del Sacramento, Ponte Leproso, criptoportico dei Santi Quaranta, Anfiteatro romano, Tempio di Iside, Terme di San Cristiano, Terme di via Bagni, quartiere artigiano di Cellarulo, Museo del Sannio. |      |
| Caudium                                                   | Montesarchio                                                      | Benevento | Sanniti Romani                                            | Museo archeologico nazionale del Sannio Caudino |      |
| Ligures Baebiani                                          | Circello                                                          | Benevento | Liguri, Romani                                            | Resti dell'insediamento. |      |
| Saticula                                                  | Sant'Agata dei Goti                                               | Benevento | Sanniti Romani                                            | Necropoli. |      |
| Telesia                                                   | San Salvatore Telesino                                            | Benevento | Sanniti Romani                                            | Mura, ponte romano, anfiteatro, acquedotto e terme. |      |
| Allifae                                                   | Alife                                                             | Caserta   | Osci o Sanniti Romani                                     | Cinta muraria, Criptoportico, Mausoleo degli Acili Glabrioni, Monumento funerario il Torrione, Necropoli, Teatro. |      |
| Atella                                                    | nei comuni di Frattaminore, Orta di Atella, Sant'Arpino e Succivo | Caserta   | Sanniti Romani                                            | Rovine della città, Tombe. |      |
| Kaiatinim poi Caiatia                                     | Caiazzo                                                           | Caserta   | Sanniti Romani                                            | Cinta muraria |      |
| Cales                                                     | Calvi Risorta                                                     | Caserta   | Ausoni Romani                                             | Anfiteatro, Cinta muraria, Santuari, Terme romane. |      |
| Capua                                                     | Santa Maria Capua Vetere                                          | Caserta   | Osci Etruschi Sanniti Romani                              | Museo campano Anfiteatro Campano, Arco di Adriano, Criptoportico, Mausoleo Carceri Vecchie, Mausoleo La Conocchia, Mitreo, Via Appia. |      |
| Calatia                                                   | Caserta                                                           | Caserta   | Osci Romani                                               | Necropoli del V secolo a.C. posta nei sotterranei della Reggia. |      |
| Casilinum                                                 | Capua                                                             | Caserta   | Romani                                                    | Porto fluviale della Capua antica, corrispondente alla Capua moderna, mentre la Capua antica corrisponde all'attuale Santa Maria Capua Vetere |      |
| Cubulteria (o Combulteria)                                | presso Alvignano.                                                 | Caserta   | Sanniti Romani                                            | |      |
| Forum Popilii                                             | Carinola                                                          | Caserta   | Romani                                                    | |      |
|                                                           | Francolise                                                        | Caserta   | Romani                                                    | Villa romana di San Rocco. |      |
| Rufrae                                                    | Presenzano                                                        | Caserta   | Romani                                                    | Cinta muraria |      |
|                                                           | Sant'Angelo in Formis                                             | Caserta   | Romani                                                    | Santuario di Diana Tifatina |      |
| Sinuessa                                                  | Mondragone                                                        | Caserta   | Romani                                                    | Cinta muraria, Via Appia |      |
| Suessa                                                    | Sessa Aurunca                                                     | Caserta   | Aurunci Romani                                            | Cinta muraria, Criptoportico, Teatro romano |      |
| Teanum Sidicinum                                          | Teano                                                             | Caserta   | Sidicini Romani                                           | Cinta muraria, Santuari vari, Teatro romano; monetazione di Teanum Sidicinum. |      |
| Trebula Balliensis                                        | Pontelatone, fraz. Treglia                                        | Caserta   | Sanniti caudini Romani                                    | Cinta muraria |      |
| Eburum                                                    | Eboli                                                             | Salerno   | Etruschi Romani                                           | Museo archeologico della media valle del Sele Cinta muraria, Necropoli, Quartiere artigianale, Villa romana, fornaci romane di Eboli |      |
| Elea-Velia, (la greca Hyele)                              | Ascea                                                             | Salerno   | Magna Grecia Romani                                       | città antica, cinta Muraria, Porta Rosa, Teatro ellenistico, resti del tempio, terme romane. |      |
|                                                           | Castellammare della Bruca                                         | Salerno   |                                                           | Sull'acropoli di Elea: resti del castello medievale, cappella palatina |      |
| Area archeologica etrusco-sannitica di Fratte             | Salerno (rione Fratte)                                            | Salerno   | Sarrasti Etruschi Sanniti Romani                          | Sito della città antica e necropoli. |      |
| Nuceria Alfaterna                                         | Nocera Superiore                                                  | Salerno   | Etruschi Sanniti Romani                                   | Anfiteatro, Battistero paleocristiano di Santa Maria Maggiore (chiamato La Rotonda), Mura di cinta, Teatro romano, Necropoli di San Clemente |      |
| Monumenti funerari di Piazza del Corso (Nocera Inferiore) | Nocera Inferiore                                                  | Salerno   | Etruschi Sanniti Romani                                   | Monumenti funerari |      |
|                                                           | Minori                                                            | Salerno   | Romani                                                    | Villa romana |      |
|                                                           | Moio della Civitella presso Cannalonga                            | Salerno   | Magna Grecia                                              | Avamposto difensivo (phrourion) eleatico: abitato, muro di cinta |      |
|                                                           | Monte Pruno, presso Roscigno                                      | Salerno   |                                                           | Necropoli |      |
| Paestum (la greca Poseidonia)                             |                                                                   | Salerno   | Magna Grecia Romani                                       | Museo archeologico nazionale di Paestum Scavi della città antica, necropoli, necropoli del Gaudo, santuario dell'Heraion alla foce del Sele, santuario extraurbano di Afrodite-Venere in loc. Santa Venera |      |
| Molpa                                                     | Palinuro                                                          | Salerno   | Magna Grecia Romani                                       | Resti dell'antica città di Molpa. |      |
| Parco archeologico urbano dell'antica Picentia            | Pontecagnano Faiano                                               | Salerno   | Etruschi Romani                                           | Museo archeologico nazionale di Pontecagnano Necropoli |      |
| Orbitania (la romana Patrizia)                            | Roccagloriosa                                                     | Salerno   | Lucani Romani                                             | Cinta muraria e tombe |      |
| Consilinum                                                | Sala Consilina                                                    | Salerno   | Romani                                                    | Necropoli |      |
| Salernum                                                  | Salerno                                                           | Salerno   | Romani                                                    | Impianto termale romano sotto la Chiesa di San Pietro a Corte e resti del cosiddetto tempio di Pomona (presso l'attuale palazzo arcivescovile). |      |
| Sarnus                                                    | Sarno                                                             | Salerno   | Etruschi? Romani                                          | Necropoli e teatro. |      |
| Volcei                                                    | Buccino                                                           | Salerno   | Etruschi Romani                                           | Museo archeologico nazionale di Volcei Mura, tempio e ville. |      |

## Emilia-Romagna

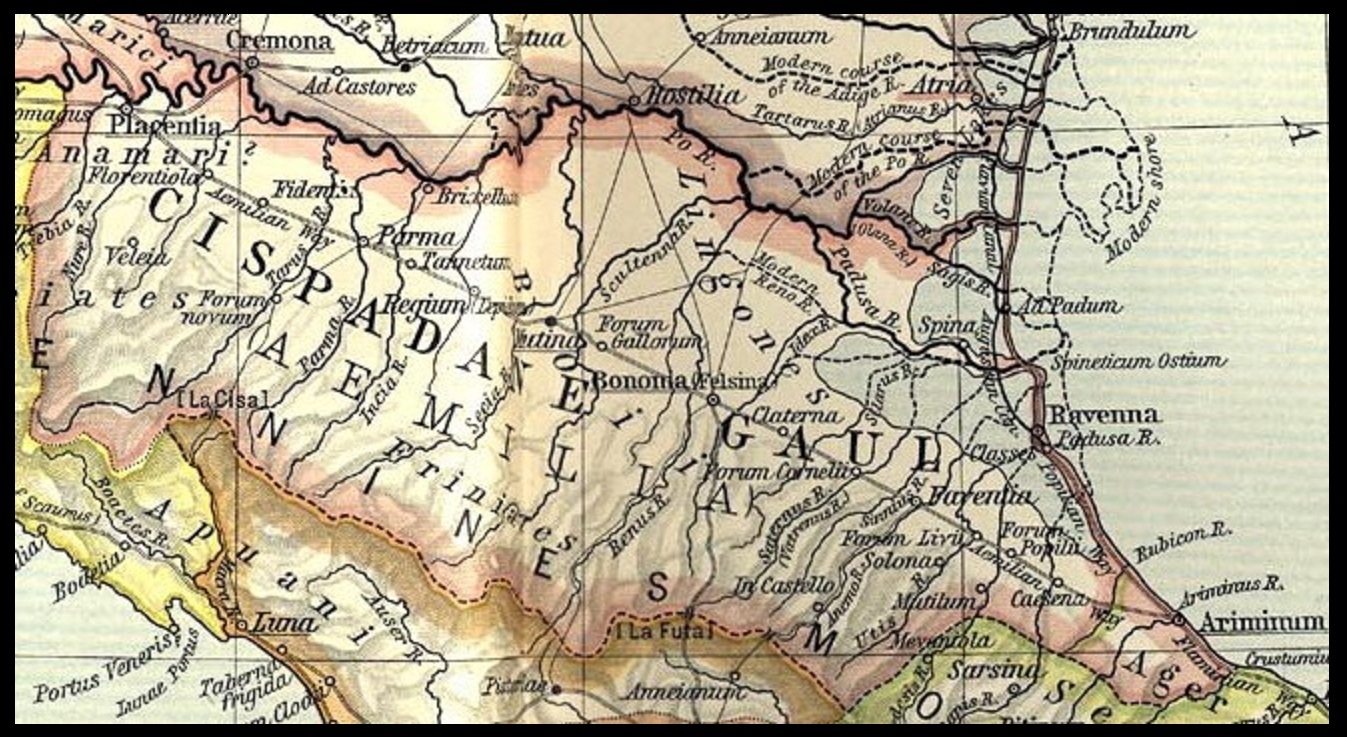
L'antica regione augustea dell'Aemilia

Le terre a sud del fiume Po sono state nel corso dei secoli abitate da popolazioni diverse: Etruschi sin dalla prima età del ferro, e Galli dal IV secolo a.C.. Se il V secolo a.C. segna l'apogeo della presenza etrusca, dall'inizio del IV secolo i Galli, che scendono d'oltre Po, si irradiano in tutta la regione: i Senoni nel territorio tra il Montone e l'Esino, i Boi al centro della regione emiliana, i Lingoni nell'area a sud del delta del Po. Questa sovrapposizione dà luogo a forme di cultura composite in Emilia, di cui un esempio significativo danno le recenti scoperte di monte Bibele, presso Monterenzio (Bologna): mentre vari reperti metallici richiamano alle genti galliche, le iscrizioni su vasi offrono la testimonianza della presenza etrusca.
Poi, l'arrivo degli invasori da sud (Romani) ha imposto alla zona una nuova configurazione. La conquista romana però non ha estirpato il substrato gallico ma si è fuso con esso dando origine, tra l'altro, anche ai dialetti tuttora parlati localmente che sono una sovrapposizione di latino sulle lingue celtiche.
I più antichi abitanti dell'attuale Romagna di cui si hanno testimonianze archeologiche furono gli Umbri e gli Etruschi. Si deve ai primi la fondazione di Sarsina; i secondi fondarono Verucchio e Rimini. A partire dal IV secolo a.C. il territorio fu conquistato da un popolo che dette un'importante impronta alla Romagna: i Celti. Tra le numerose tribù celtiche che scesero in Italia, sono da elencare Senoni, i Lingoni, e i Boi.
La permanenza dei Celti fu minacciata, a partire dal III secolo, dalla potenza dei Romani. Celti e romani si scontrarono per la prima volta nel 295 a.C. Sentino.
sconf conquistarono la zona e successivamente iniziò il tramonto dei Senoni, che pochi anni dopo furono definitivamente sopraffatti. Tra il 191 al 187 a.C. viene costruita la via Emilia tra Rimini e Piacenza. Giulio Cesare il 10 gennaio del 49 a.C. attraversò il fiume Rubicone (o il Pisciatello) alla testa di un esercito, violando apertamente la legge che proibiva l'ingresso armato dentro i confini dell'Italia e dando il via alla seconda guerra civile, pronunciando la celeberrima frase: Alea iacta est.
In epoca romana l'Emilia fece parte dapprima della provincia della Gallia Cisalpina, e, dopo la riforma Augustea che estese la cittadinanza romana a tutta la penisola italica, della Regio VIII Aemilia, che corrispondeva al territorio attraversato dalla Via Emilia, cioè grossomodo all'attuale territorio dell'Emilia-Romagna. Città importanti di questa regione, la maggior parte delle quali di origine preromana (soprattutto etrusca), furono Rimini (Ariminum)Cesena (Caesena), Forlimpopoli (Forum Popili), Forlì (Forum Livii), Faenza (Faventia), Imola (Forum Cornelii), Bologna (Bononia), Modena (Mutina), Reggio Emilia (Regium Lepidi), Parma, Fidenza (Fidentia), Piacenza (Placentia), Ravenna.
Il dislocamento della Flotta Imperiale per l'Oriente a Ravenna da parte di Augusto fece sì che cominciasse a formarsi una specifica identità del territorio annonario di diretto supporto alla flotta imperiale, ponendo le basi per la futura Regio Flaminia staccata dall'Aemilia che ebbe definitiva ufficializzazione con Diocleziano che sanzionò semplicemente un dato di fatto, da tempo tale territorio presentava sue specificità etno-linguistico-culturali (dovute al comune substrato umbro-piceno-senone-romano) e possedeva sue specifiche esigenze logistiche, e che naturalmente ebbe Ravenna come sua capitale, la quale fu successivamente pure sede della Corte Imperiale dell'Impero romano d'Occidente poi capitale del Regno ostrogoto. Sia queste che le successive vicende storiche non fecero altro che accentuare maggiormente queste peculiarità e la Regio Flaminia vide assumere una chiara specifica identità rispetto all'Aemilia.
| Località antica                                        | Località moderna     | Provincia     | Civiltà/antiche popolazioni       | Monumenti dell'antichità, siti archeologici, musei con collezioni archeologiche | Foto |  |
| ------------------------------------------------------ | -------------------- | ------------- | --------------------------------- | --- | ---- |  |
| Ariminum                                               | Rimini               | Rimini        | Romani                            | Museo della città di Rimini domus del chirurgo anfiteatro romano di Rimini arco di Augusto ponte di Tiberio |      |  |
| Bobium                                                 | Bobbio               | Piacenza      | Romani                            | Museo dell'abbazia di San Colombano |      |  |
| Felsina (insediamento etrusco), Bononia (città romana) | Bologna              | Bologna       | Etruschi Celti Romani             | Museo civico archeologico mura cittadine |      |  |
| Città d'Ombria                                         | Varsi                | Parma         | Liguri o Umbri                    | Resti di un antico sistema difensivo probabilmente bizantino attorno allo scomparso insediamento ligure o umbro |      |  |
| Civitas Classis                                        | Classe               | Ravenna       | Romani                            | Sede della Classis Ravennatis |      |  |
| Claterna                                               | fraz. Maggio         | Bologna       | Romani                            | |      |  |
| Mevaniola                                              | Galeata              | Forlì-Cesena  | Romani                            | |      |  |
| Luceria                                                | Canossa              | Reggio Emilia | Liguri Romani                     | |      |  |
| Misa (Kainua)                                          | Marzabotto           | Bologna       | Etruschi Celti Romani             | |      |  |
|                                                        | Monte Bibele         | Bologna       | Etruschi Celti Boi                | |      |  |
|                                                        | Casteldelci          | Rimini        | Romani                            | Casa-museo di Casteldelci dove sono esposte ceramiche e oggetti di vita comune dell'età romana. Qui è presente anche la ricostruzione della necropoli romana di Pescaia. |      |  |
| Parco archeologico del Colle Garampo                   | Cesena               | Forlì-Cesena  | Umbri Romani                      | Museo archeologico di Cesena |      |  |
| Mutina                                                 | Modena               | Modena        | Galli Boi, Romani                 | Museo lapidario estense |      |  |
| Parma                                                  | Parma                | Parma         | Etruschi, Galli Boi e Romani      | Museo archeologico nazionale di Parma che ospita la sezione dedicata a Parma e al suo territorio in età romana, con le sculture dal foro e dal teatro, i marmi architettonici, le iscrizioni e i monumenti funerari, i bronzi, i mosaici e le oreficerie tardoantiche trovate nel ripostiglio scoperto durante i lavori di costruzione del Teatro Regio.                                                                              |      |  |
| Placentia                                              | Piacenza             | Piacenza      | Romani                            | Museo Archeologico di Piacenza presso Palazzo Farnese, dove è conservato l'importante reperto detto Fegato di Piacenza con iscrizioni etrusche. |      |  |
| Ravenna romana                                         | Ravenna              | Ravenna       | Romani                            | Domus dei tappeti di pietra, Domus del Triclinio, Battistero Neoniano, Chiesa di San Giovanni Evangelista (Ravenna), Mausoleo di Galla Placidia, Zecca di Ravenna. |      |  |
|                                                        | Russi                | Ravenna       | Romani                            | Villa romana di Russi |      |  |
| Sassina                                                | Sarsina              | Forlì-Cesena  | Umbri, Celti e Romani             | L'antico forum e numerosi reperti oggi esposti al Museo archeologico nazionale di Sarsina |      |  |
| Trivia                                                 | Travo                | Piacenza      | Liguri e Romani                   | Nel Museo archeologico di Travo sono presenti reperti di età romana. |      |  |
| Veleia                                                 | Lugagnano Val d'Arda | Piacenza      | Liguri Eleiati o Velleiati Romani | Gli scavi archeologici del centro urbano romano hanno messo in luce il Foro oltre ad alcuni edifici di carattere pubblico e privato, la Basilica a unica navata, in cui è stata rinvenuta una serie di statue a carattere celebrativo della famiglia Giulio-Claudia. Molti dei suoi reperti sono oggi conservati sia nel Museo archeologico di Parma, sia nell'Antiquarium di Veleia (in particolare la Tabula alimentaria traianea). |      |  |
| Voghenza                                               | Voghiera             | Ferrara       | Romani                            | I reperti dell'antico abitato romano sono conservati sia nel Museo lapidario (Ferrara), sia nel Museo civico di Belriguardo. |      |  |

## Friuli-Venezia Giulia

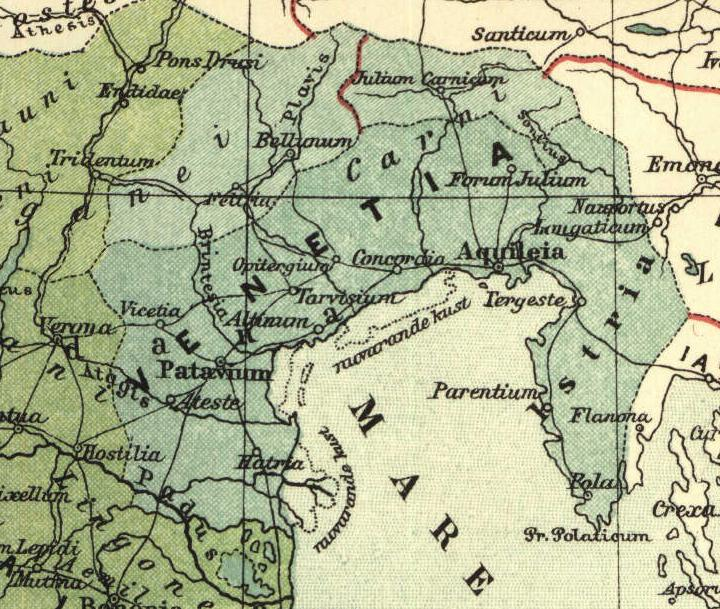
La Regio X Venetia et Histria dell'epoca augustea includeva le attuali regioni italiane di Veneto e Friuli-Venezia Giulia.

L'attuale Friuli fu colonizzato dai Romani (a partire dal II secolo a.C.) e venne profondamente influenzato dalla civiltà latina, grazie anche alla presenza dell'importante centro di Aquileia, quarta città d'Italia e fra le principali dell'impero, capitale della X Regione augustea Venetia et Histria. Gli scavi archeologici effettuati, con particolare riferimento all'estensione delle mura e dell'agglomerato interno alle stesse, ci danno una chiara immagine del suo eccezionale sviluppo urbano e demografico. Ancor oggi Aquileia è, insieme a Ravenna e Brescia, il massimo sito archeologico dell'Italia settentrionale. La città era inoltre importantissimo porto fluviale sull'allora fiume Natissa, snodo dei traffici adriatici verso l'Europa settentrionale (la così chiamata "Via Iulia Augusta") e verso l'Illiria. Aquileia doveva la sua importanza principalmente ad una posizione strategicamente favorevole, sia sotto il profilo commerciale che militare: sorgeva infatti sul mare Adriatico ed in prossimità delle Alpi orientali permettendo in tal modo a Roma di contrastare più efficacemente le invasioni barbariche provenienti da oriente. Nelle sue campagne militari, Giulio Cesare era solito portare le sue legioni a svernare proprio ad Aquileia durante l'inverno. Il greco Strabone, geografo di età augustea, in una sequenza della sua opera annota che il porto di Aquileia, colonia romana « [...] fortificata a baluardo dei barbari dell'entroterra... si raggiunge... risalendo il fiume Natisone per sessanta stadi... e serve come emporio per i popoli illirici stanziati lungo l'Istro (Danubio)». Va al riguardo segnalato che mentre al giorno d'oggi il Natisone è tributario dell'Isonzo, all'epoca sfociava direttamente in mare. Lo sviluppo di altri centri oltre ad Aquileia, quali Forum Iulii (Cividale del Friuli) e Iulium Carnicum (Zuglio) contribuì ad assicurare alla regione un notevole rigoglio economico e culturale che riuscì a mantenere, nonostante le prime incursioni barbariche, fino agli inizi del V secolo. Negli ultimi decenni del III secolo Aquileia divenne la sede di uno dei vescovati più prestigiosi dell'Impero, contendendo in Italia il secondo posto per importanza, dopo Roma, alle capitali imperiali di Milano e, successivamente, Ravenna. Nel 381 vi si tenne un importante concilio, presieduto dal vescovo Valeriano ma fortemente voluto da sant'Ambrogio, che aveva preferito Aquileia alla sua sede episcopale di Milano per far condannare pubblicamente l'eresia ariana e i suoi seguaci.
L'invasione unna segnò l'inizio della decadenza: Aquileia, protetta da forze esigue, si arrese per fame e venne espugnata e rasa al suolo da Attila nel 452 (in alcune fondamenta sono state ritrovate le tracce lasciate dagli incendi). Terminata l'ondata unna, i superstiti, che avevano trovato rifugio nella laguna di Grado, ritornarono in città, ma la trovarono completamente distrutta. La ricostruzione di Aquileia, per riportare all'antico splendore quella che era stata la superba capitale della X Regio, fu un'impresa vagheggiata ma mai effettivamente realizzata. La città rimase comunque un punto di riferimento ideale di enorme importanza anche dopo il crollo dell'Impero, grazie alla costituzione del Patriarcato, naturale successore del vescovato omonimo a partire dalla metà del VI secolo e sede di una fra le massime autorità cristiane del tempo. L'insicurezza della pianura friulana, punto di passaggio di tutte le grandi invasioni barbariche, spinse in quell'epoca molte persone a trovar rifugio nelle isole o nei borghi fortificati sulle colline, determinando in tal modo lo spopolamento della parte più fertile della regione ed un suo generale impoverimento.
| Località antica | Località moderna    | Provincia | Civiltà/antiche popolazioni | Monumenti dell'antichità, siti archeologici, musei con collezioni archeologiche | Foto |
| --------------- | ------------------- | --------- | --------------------------- | --- | ---- |
| Aquileia        | Aquileia            | Udine     | Romani                      | Molti reperti sono conservati sia presso il Museo archeologico nazionale di Aquileia ed il Museo paleocristiano di Monastero, sia presso i Civici musei e gallerie di storia e arte di Udine. Numerose sono le tracce di Aquileia romana: foro romano di Aquileia, porto romano di Aquileia, Circo romano di Aquileia, palazzo imperiale romano di Aquileia, zecca di Aquileia, basilica di Santa Maria Assunta (Aquileia). |      |
| Forum Iulii     | Cividale del Friuli | Udine     | Romani                      | Reperti sono conservati nel Museo archeologico nazionale (Cividale). Vi è poi un ipogeo celtico, costituito da una serie di ambienti sotterranei, scavati nella roccia, su più livelli e a più diramazioni |      |
| Castrum Muglae  | Muggia              | Trieste   | Romani                      | Parco archeologico di Muggia Vecchia |      |
| Iulium Carnicum | Zuglio              | Udine     | Romani                      | Scavi archeologici di epoca romana e reperti presenti nel Museo archeologico Iulium Carnicum |      |
|                 | Udine               | Udine     |                             | Civici musei e gallerie di storia e arte che conservano reperti preistorici, romani e del Medioevo, provenienti in gran parte da Aquileia, tra cui 70.000 monete e medaglie antiche che sono conservate presso il gabinetto numismatico. |      |

## Lazio

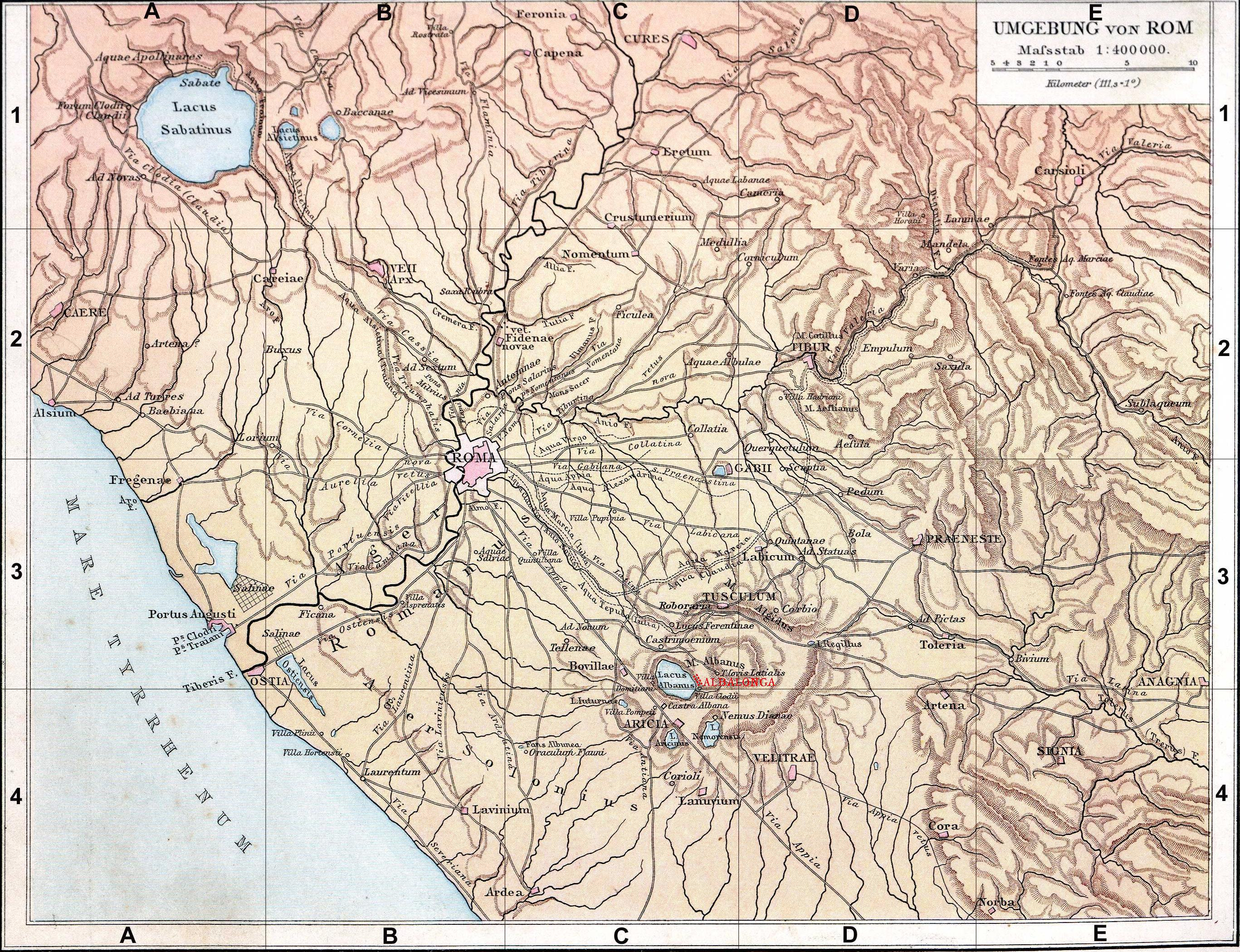
L'antico Latium vetus ed i suoi principali centri abitati.

La fase storica è testimoniata dalla presenza di diverse popolazioni di lingua indo-europea che si stanziarono nell'area laziale sin dal II millennio a.C., tra cui i Latini (da cui secondo alcuni la regione prese il nome). Non solo Latini però, ma anche Sabini, Volsci, Ernici, Equi e Aurunci che in epoche diverse si stanziarono nelle zone centro-meridionali del Lazio, mentre nella parte più settentrionale si affermò la presenza degli Etruschi, la cui influenza risultò preponderante almeno fino al V secolo a.C.
Dal V secolo a.C. fino al I secolo a.C. la storia del Lazio si identifica sempre più con quella della lotta per il predominio di Roma nei confronti delle altre popolazioni, che piano, piano, verranno assoggettate, ed assimilate all'elemento latino. L'ultimo sussulto di autonomia di queste genti si ebbe con la guerra sociale.
Per tutta la durata dell'epoca imperiale romana, il Lazio godette di una situazione di generale tranquillità, interrotta solo da episodiche guerre intestine per la conquista della porpora imperiale. Il suo ruolo di centro dell'impero venne però sempre più ridimensionato, marginalizzato, a favore di altre regioni dell'impero, fino ad arrivare all'episodio della deposizione dell'ultimo imperatore d'occidente, Romolo Augusto da parte di Odoacre nel 476, a cui si fa riferimento per segnare la fine dell'impero.
Il vuoto di potere nel Lazio, dopo alterne vicende seguenti alla caduta dell'Impero romano d'Occidente, fu riempito dalla presenza della Chiesa cattolica, le cui vicende determinarono la storia di Roma e della regione fino alla presa di Roma nel 1870.
| Località antica                               | Località moderna                                       | Provincia            | Civiltà/antiche popolazioni                 | Monumenti dell'antichità, siti archeologici, musei con collezioni archeologiche | Foto |  |
| --------------------------------------------- | ------------------------------------------------------ | -------------------- | ------------------------------------------- | --- | ---- |  |
| Aletrium                                      | Alatri                                                 | Frosinone            | Ernici Romani                               | Acropoli di Alatri. A Roma invece è stato ricostruito un tempio sulla base dei ritrovamenti di Alatri presso il Museo nazionale etrusco di Villa Giulia. Reperti archeologici sono poi conservati nel Museo civico. |      |  |
| Alba Longa                                    | Albano Laziale                                         | Roma                 | Populi albenses, Latini, Romani             | Nei suoi pressi si trovano anche le antiche strutture della villa di Domiziano e di quella di Gneo Pompeo Magno. |      |  |
| Aquae Albulae                                 |                                                        |                      |                                             | |      |  |
| Anagnia                                       | Anagni                                                 | Frosinone            | Ernici e Romani                             | |      |  |
| Antemnae                                      | Villa Ada a Roma                                       | Roma                 | Sabini, Etruschi, Romani                    | Reperti oggi esposti presso il Museo nazionale romano di Roma. |      |  |
| Antium                                        | le attuali Anzio e Nettuno                             | Roma                 | Latini, Volsci, poi Romani                  | Numerosi i resti di ville romane lungo tutta la costa: opere d'arte come La Fanciulla di Anzio, Il Gladiatore Borghese, oggi al Louvre, e l'Apollo del Belvedere, conservato in Vaticano, furono tutte rinvenute in dimore patrizie. La villa più celebre fu quella di Nerone, che non può tuttavia essere identificata con certezza, sebbene venga generalmente posta nei pressi del cosiddetto Arco Muto, sul Capo d'Anzio. Celebre il teatro imperiale. |      |  |
| Anxur / Tarracina                             | Terracina                                              | Latina               | Magna Grecia (Spartani), Volsci, poi Romani | Fuori dalla città, sulla cima del monte Sant'Angelo, si trova l'antico santuario di Giove Anxur a picco sul mare (vedi foto). Museo civico Pio Capponi conserva i reperti archeologici raccolti nel territorio comunale (dal paleolitico al periodo romano) e, soprattutto, i rinvenimenti dello scavo condotto nel sito archeologico del santuario romano di Monte Sant'Angelo. |      |  |
| Apiolae                                       | tra Pavona e Albano Laziale                            | Roma                 | Latini, poi i Romani                        | Numerosi reperti della zona sono conservati presso il Museo civico (Albano Laziale) |      |  |
| Aquinum                                       | Aquino                                                 | Frosinone            | Volsci, poi i Romani                        | Sono presenti una porta romana, detta di San Lorenzo, che era attraversata dalla via Latina. Sotto la chiesa di Santa Maria della Libera, vi sono i resti di un tempio dedicato al culto di Ercole Liberatore in posizione sostanzialmente centrale rispetto alla zona archeologica. Vi è poi un arco di trionfo di Marco Antonio risalente al I secolo oltre a resti delle mura di epoca augustea, del Capitolium, dell'Anfiteatro, delle terme pubbliche e di villae (in una delle quali nacque Giovenale). |      |  |
| Aricia                                        | Ariccia                                                | Roma                 | Latini, poi i Romani                        | Il sito archeologico della città latina e poi romana di Aricia, era situato nell'area di Vallericcia. Sono stati rinvenuti alcuni tratti delle mura nell'attuale centro storico in via Antonietta Chigi, in Vallericcia sul lato sud-ovest dell'abitato, lungo la via Appia Antica. Lungo l'antico tracciato della via Appia troviamo i resti della mansio ("stazione di sosta"), comunemente chiamati "l'Osteriaccia", oltre ai resti di un tempio tuscanico di età repubblicana, databile al II secolo a.C. I resti archeologici di maggiore importanza dell'antica città sono riferibili alla sostruzione della via Appia. Fuori dall'area dell'antica città, sono state ritrovate due ville romane, la prima in località Quarto Le Cese, presso Fontana di Papa, e la seconda in località Monte Gentile, quest'ultima attribuita all'imperatore Vitellio. |      |  |
| Arpinum                                       | Arpino                                                 | Frosinone            | Volsci, Sanniti e Romani                    | Resti archeologici sono presenti sull'acropoli di Arpino. |      |  |
| Visentium                                     | Bisenzio                                               | Viterbo              | Etruschi, poi i Romani                      | Sono presenti reperti dell'età del ferro e di quella villanoviana. Sotto gli Etruschi Bisenzio era conosciuta per la produzione artigianale di calzature e ceramiche, oggi conservate nei musei di tutto il mondo. Distrutta dai Romani, fu ricostruita e rimase un municipio nell'orbita della città di Vulci. |      |  |
| Bola (o Bolae)                                | lungo la valle del Sacco, vicina a Labicum             | Frosinone            | Equi, Romani                                | |      |  |
| Bovillae                                      | Marino                                                 | Roma                 | Latini                                      | |      |  |
| Cabum                                         | presso Monte Cavo (Rocca di Papa)                      | Roma                 |                                             | |      |  |
| Caenina                                       | Ponte Mammolo (Roma)                                   | Roma                 | Sabini o Latini                             | |      |  |
| Castrimoenium                                 | Marino                                                 | Roma                 | Latini                                      | |      |  |
| Collatia                                      | La Rustica (Roma)                                      | Roma                 |                                             | |      |  |
| Corioli                                       | Genzano di Roma                                        | Roma                 | Volsci                                      | |      |  |
| Corniculum                                    | Montecelio                                             | Roma                 | Sabini                                      | |      |  |
| Crustumerium                                  | Marcigliana (Roma)                                     | Roma                 | Latini-Sabini?                              | |      |  |
| Cures                                         | Passo Corese Via dell'Arci                             | Rieti                | Sabini                                      | |      |  |
| Eretum                                        | Monterotondo o Mentana                                 | Roma                 | Sabini                                      | |      |  |
| Ficana                                        | Acilia                                                 | Roma                 | Sabini-Latini                               | Gli scavi condotti a monte Cugno hanno riportato alla luce un muro di cinta con delle abitazioni e una necropoli. Tra i materiali dei corredi funeari si trovano diverse anfore con alto collo, spalla pronunciata e ricca decorazione sia plastica che incisa, di una tipologia attestata esclusivamente nel Latium vetus nel corso del VII secolo a.C. questi oggetti sono chiara testimonianza di una grande ricchezza e di una cultura materiale raffinata. |      |  |
| Falerii Veteres e Novi                        | Civita Castellana e Fabrica di Roma                    | Viterbo              | Falisci, poi i Romani                       | Falerii Novi, la città romana, si trova sull'attuale territorio comunale di Fabrica di Roma. Il sito archeologico della città romana dipende ora dalla Soprintendenza per i Beni Archeologici per l'Etruria meridionale. È su una strada che forse potrebbe essere la via Annia, una deviazione della via Cassia. Il perimetro della città era di 2.108 metri, la sua forma è approssimativamente triangolare e le mura sono un esemplare notevolmente fine e ben conservato di architettura militare romana. |      |  |
| Area archeologica di Poggio Sommavilla        | Poggio Sommavilla frazione del comune di Collevecchio  | Valle del Tevere     | Preistoria - Cultura villanoviana           | Il centro arcaico di Poggio Sommavilla si sviluppava sui terrazzi fluviali del Tevere. L'abitato principale si ipotizza comprendesse un'area di circa 30 ettari, pressappoco nella quale insiste l'insediamento moderno che secondo gli studi dei dati raccolti ebbe vita e sviluppo quanto meno dall'età preistorica fino all'età ellenistica, verosimilmente fino all'epoca della distruzione da parte dell'esercito romano guidato dal tribuno consolare Marco Furio Camillo di Veio, Capena e di Falerii Veteres, città con le quali ebbe intensa continuità di rapporti nel corso della sua storia culturale. I reperti trovati sono esposti al Museo nazionale etrusco di Villa Giulia a Roma nel Museo civico archeologico di Magliano Sabina ed al Museo Archeologico Nazionale di Firenze a Rieti e in molte parti del Mondo, al Museum of Fine Arts di Boston, si trova la Fiaschetta di Poggio Sommavilla , al Ny Carlsberg Glyptotek Museum a Copenaghen e nel Museo Archeologico di Parma . |      |  |
| Fidenae                                       | Castel Giubileo (Roma)                                 | Roma                 | Latini, Etruschi di Veio e poi i Romani     | Il luogo dove sorgeva l'antica Fidene si può identificare con una collina della Tenuta che, nel recente passato, era denominata (con riferimento alla famiglia proprietaria, Villa Spada), e su cui sono presenti tracce di edifici e di opere difensive arcaiche; tombe di epoca protostorica, orientalizzante e arcaica sono state ritrovate ai margini dell'abitato antico e a nord-est, nella confinante Tenuta Radicicoli. |      |  |
| Gabii                                         | Roma lungo la via Prenestina                           | Roma                 | Latini                                      | Il sito si trova a circa 20 chilometri di distanza da Roma, al km 2 della via Prenestina Nuova. Era situata lungo il percorso della via Prenestina antica, via che in precedenza era chiamata via Gabina. Sono visibili la antica via Prenestina, nel tratto che attraversava la città, formando l'asse viario principale e parte dell'abitato. A ovest dell'insediamento, si trova il santuario di Giunone Gabina. |      |  |
| Gravisca (porto di Tarquinia)                 | Porto Clementino                                       | Viterbo              | Etruschi, poi i Romani                      | Gli scavi archeologici hanno permesso di riportare alla luce gran parte dell'antica colonia romana e di conoscere la conformazione dell'insediamento etrusco. La scoperta più importante è stata quella del santuario emporico greco, fondato tra il 600 a.C. ed il 580 a.C., con la funzione di emporion, ovvero di centro di scambi commerciali con funzioni anche religiose. Tra i reperti maggiormente significativi rinvenuti nel santuario, c'è sicuramente il kantharos di Exechias, pregevole ceramica attica del VI secolo a.C., assieme ad una dedica ad Apollo Egineta fatta dal mercante Sostratos di Egina, che testimonia quanto i contatti con il Mediterraneo orientale e con il mondo greco fossero vivi. |      |  |
| Labicum                                       | lungo la valle del Sacco                               | Frosinone            | Latini, Romani                              | |      |  |
| Lanuvium                                      | Lanuvio                                                | Roma                 | Latini, poi Romani                          | Sono presenti i resti di alcuni monumenti come il Tempio di Giunone (Juno Sospita), oltre al ponte romano lungo la via Astura. I reperti sono quindi raccolti nel Museo civico lanuvino. |      |  |
| Laurentum                                     | tenuta presidenziale di Castel Porziano                | Roma                 | Latini                                      | Situata sulla via Laurentina a 10 miglia romane dal centro di Roma, e a sei miglia dalla vicina Lavinium. La via Severiana la collegava a Ostia. Secondo Plinio i resti della città si trovavano nella sua villa, i cui ruderi oggi si trovano all'interno della tenuta presidenziale di Castel Porziano. |      |  |
| Lavinium                                      | Pomezia-Pratica di Mare                                | Roma                 | Latini                                      | Sono stati ritrovati tredici altari, che risalgono al VII secolo a.C., dove venivano eseguiti riti sacrificali ed un santuario risalente al VI secolo a.C., come un tumulo sepolcrale datato al VII secolo a.C., che si vorrebbe identificare come la tomba di Enea. Per l'importanza del sito nel 2005 è nato a Pomezia il Museo Civico Archeologico Lavinium Città di Pomezia sotto la Soprintendenza dei Beni Archeologici del Lazio. |      |  |
| Longula                                       | Aprilia                                                | Latina               | Latini e Volsci                             | |      |  |
| Lucus Feronia                                 | Capena                                                 | Roma                 | Etruschi                                    | Gli scavi comprendono il Foro romano rettangolare sul quale si affacciano una Basilica, un tempio di epoca repubblicana, un altro tempio di un dio non ben identificato e un viale pergolato pedonale sul quale si affacciano delle tabernae, negozi o botteghe in alcune delle quali, sul pavimento, sono visibili dei mosaici mentre all'ingresso di altre, una sorta d'ideogramma che faceva capire l'attività del commerciante svolta all'interno; una sorta d'insegna pubblicitaria moderna. Al centro del Foro pare che ci fosse una statua dell'imperatore. Negli scavi vi sono anche un anfiteatro con capienza di circa 5000 persone, delle terme con annessi frigidarium, tepidarium, calidarium e una schola. Nel museo annesso, si possono mirare delle statue provenienti dallo scavo della sala del culto imperiale annessa alla Basilica del Foro. |      |  |
| Maecium                                       | Genzano di Roma                                        | Roma                 | Romani                                      | |      |  |
| Mons Albanus                                  | Rocca di Papa                                          | Roma                 | Latini, poi i Romani                        | Rovine di alcune tarde tombe a cappuccina sulla pendice sud dell'altura, oltre ad una struttura complessa sulla sommità del monte, probabilmente un'abitazione o comunque un edificio non religioso. Non fu invece rinvenuta traccia del tempio di Giove laziale. In compenso, la "via Sacra" di accesso al tempio è molto ben conservata. |      |  |
| Caere                                         | Cerveteri                                              | Roma                 | Etruschi                                    | La Necropoli della Banditaccia è un complesso di tombe etrusche, rappresenta una delle necropoli più importanti per la bellezza e la grandezza delle tombe e l'importanza dei reperti rinvenutivi; di particolare pregio il Sarcofago degli Sposi che ora si trova nel Museo nazionale etrusco di Villa Giulia a Roma. Via degli Inferi è un'arteria stradale profondamente scavata nel tufo, che fu creata dalle mura della città di Caere per porre in comunicazione la città dei vivi con la grande necropoli della Banditaccia. È un luogo di una suggestione oscura e profonda. Vi è i fine una necropoli delle Greppe di Sant'Angelo. |      |  |
| Nepet                                         | Nepi                                                   | Viterbo              | Falisci-Etruschi, poi Romani                | Gli scavi dell'antica città hanno evidenziato: la catacomba di Santa Savinilla (di epoca tardo imperiale nei pressi dell'attuale camposanto), composta da lunghe gallerie scavate nel locale tufo litoide, che ha permesso, grazie alla sua resistenza, di raggiungere dimensioni piuttosto considerevoli; le vie Cave o "tagliate", che erano antichi percorsi scavati lungo le pareti tufacee delle forre, risalenti all'epoca falisca, tra le quali spicca per stato di conservazione e dimensioni monumentali quella in località "Il Cardinale" che conduce alla località "La Massa"; la necropoli dei "Tre Ponti" (luogo di sepoltura per la città di Falerii Novi), posta al confine tra i comuni di Nepi, Fabrica di Roma, Castel Sant'Elia e Civita Castellana, lungo il percorso dell'antica via Amerina, della quale si conservano ancora i resti di tre ponti di cui uno ancora intatto, risalenti al III secolo a.C. Un percorso immerso nella natura incontaminata, ricco, oltre che di storia, di vie cave e meravigliosi paesaggi. |      |  |
| Nomentum                                      | Casali, presso Mentana                                 | Roma                 | Latini, poi Romani                          | Resti delle antiche mura difensive in tufo si trovano sulla collina di Montedoro, datate al IV secolo a.C. Non è nota la collocazione dell'antico foro. Presso l'attuale via Nomentana, di fronte al parco Trentani, sono stati rinvenuti muri in laterizio, relativi probabilmente ad alcune botteghe. |      |  |
| Norba "latina"                                | Norma                                                  | Latina               | Latini, poi Romani                          | L'area archeologica conserva notevoli resti della cinta muraria in opera poligonale, con tre porte risalenti al IV secolo a.C. La città costituisce uno degli esempi meglio conservati in Italia di urbanistica a pianta regolare, con resti di edifici, suddivisi in isolati irregolari da strade parallele e ortogonali, tra cui spiccano due acropoli con diversi templi, tra cui il tempio di Diana (sull'acropoli maggiore), gli uffici governativi e di rappresentanza come il Senato e la guarnigione militare). Era difesa da potenti terrazze. L'acropoli minore (che rappresenta la parte più antica cittadina), conteneva due templi, tra cui quello di Giunone Lucina. Gli oggetti rinvenuti, dalle pietre sacre, alle armi, alle iscrizioni su lamine i bronzo, alle stipi votive, alle statuette ex voto, sono conservati nel Museo civico cittadino. |      |  |
| Orclae? poi Norchia                           | Vetralla                                               | Viterbo              | Etruschi, poi Romani                        | Son conservate alcune tipologie di tombe a dado o a semidado, composte da un grande blocco di tufo squadrato superiormente (il cosiddetto dado) al quale si accedeva da due scale laterali scavate nella roccia, e da una zona porticata inferiore con un piccolo tetto sorretto da alcune colonne o da pilastri in tufo. Più in basso si trova la camera sepolcrale, a cui si accedeva tramite il dromos, ossia un corridoio gradinato. L'architettura di queste tombe rupestri è tipica del IV secolo a.C. |      |  |
| Ostia                                         | Roma (frazione Ostia)                                  | Roma                 | Romani                                      | Gli scavi di Ostia antica sono tra i meglio conservati in Italia. Prima colonia romana fondata nel VII secolo a.C. dal re di Roma Anco Marzio, secondo il racconto tradizionale, si sviluppò particolarmente in epoca imperiale come centro commerciale e portuale, strettamente legato all'annona (approvvigionamento di grano per la capitale). Rimase centro residenziale e amministrativo dopo la costruzione dei porti di Claudio e di Traiano, ma decadde rapidamente in epoca tardo-antica, sostituita dal centro portuale di Porto, e fu abbandonata in epoca altomedievale. Le rovine della città furono scavate a partire dagli inizi del XIX secolo: si sono conservate, insieme ai monumenti pubblici, numerose case di abitazione e strutture produttive, che ne fanno un'importante testimonianza della vita quotidiana antica. |      |  |
| Praeneste                                     | Palestrina                                             | Roma                 | Latini e Romani                             | La sua posizione strategica, dominante la Valle del Sacco, ne favorì la fioritura, attestata dalla costruzione di un forum (piazza centrale cittadina) e dalla monumentalizzazione del santuario oracolare dedicato alla Fortuna Primigenia, datati entrambi alla fine del II secolo a.C. Il santuario si colloca tra i capolavori dell'architettura romana di epoca repubblicana, influenzato, nella scenografica disposizione a terrazze, da realizzazioni ellenistiche, ma realizzato traendo partito dalla tecnica costruttiva del cementizio. Numerosi reperti cittadini sono, infine, conservati presso il Museo archeologico prenestino. |      |  |
| Politorium                                    | Castel di Decima (Roma)                                | Roma                 | Populi Albenses-Latini                      | Gli scavi hanno riportato alla luce un importante centro abitato dell'età del bronzo, probabilmente identificabile con la città di Politorium, distrutto nel VII secolo a.C. Vi sono anche i resti di una necropoli principesca che ha restituito un alto numero di corredi. Si segnalano tra i ritrovamenti alcune ceramiche, tra le quali spicca un prezioso bicchiere corinzio, databile agli ultimi anni dell'VIII secolo a.C., a testimonianza dell'esistenza di rapporti culturali e commerciali con il mondo greco. I rapporti furono ovviamente intensi anche con il limitrofo mondo etrusco, come testimonia per esempio un askos a ciambella di tipo greco, ma probabilmente di fabbricazione etrusca. Tra i rinvenimenti più notevoli è compresa infine un'olla di impasto rosso, con protomi di grifone applicate sulla spalla, destinato a contenere il vino e nella sua tipologia imita chiaramente dei modelli orientali di bronzo, testimoniando quanto la cultura materiale di questa città fosse in quel periodo evoluta e raffinata. |      |  |
| Polusca                                       | Campoleone, fraz. di Lanuvio                           | Roma                 | Volsci                                      | |      |  |
| Portus                                        | Fiumicino                                              | Roma                 | Romani                                      | Porto di Claudio e porto di Traiano |      |  |
| Pyrgi                                         | Santa Severa, fraz. di Santa Marinella                 | Roma                 | Etruschi                                    | Fondata dagli Etruschi alle pendici dei Monti della Tolfa, fu il porto di Cerveteri, distrutto dalla flotta di Dionigi di Siracusa nel 384 a.C., divenne colonia romana nel 264 a.C. Ospita due templi, denominati come tempio A e tempio B. Nei pressi di questo sono state rinvenute le Lamine di Pyrgi. |      |  |
| Rofalco                                       | Farnese                                                | provincia di Viterbo | Etruschi                                    | Resti di fortificazioni estrusche (della fine del IV secolo a.C.) che recingono un'area di poco più di 1,5 ettari, descrivendo un arco di cerchio lungo circa 330 m affacciato sul ripido pendio della valle dell'Olpeta. Le mura, costruite a secco con grandi blocchi poligonali di durissima pietra lavica locale, raggiungono in alcuni punti lo spessore di circa 6 m, mentre l'altezza massima conservata è di poco meno di 4 m. Sul lato esterno, sono visibili almeno tre grandi torri a pianta quadrangolare e massiccia struttura piena, di circa 6 m di lato, disposte ad intervalli irregolari. In rapporto con le torri sembrano essere anche delle strutture, molto danneggiate, addossate sul lato interno delle mura, identificabili come rampe di accesso al camminamento di ronda, oggi completamente scomparso. Nella zona centrale troviamo resti dell'antico abitato. |      |  |
| Roma antica                                   | Roma                                                   | Roma                 | Latini, Sabini, Etruschi e Romani           | Tra i numerosi siti archeologici e relativi Musei ricordiamo i principali: - Roma-centro: Colosseo, Domus Aurea, Palatino, Foro romano, Musei Capitolini, Fori imperiali, Mercati di Traiano, Colonna di Traiano; - Roma-Termini: Terme di Diocleziano, Museo nazionale romano, Palazzo Massimo, Palazzo Altemps; - Roma-Campo marzio: Museo dell'Ara Pacis, Crypta Balbi, Teatro Marcello, Teatro di Pompeo, Colonna di Marco Aurelio, Pantheon; - Roma-altre zone: Museo Barracco, Museo nazionale etrusco di Villa Giulia, Circo Massimo, Terme di Caracalla, Museo delle Mura di Roma: - Città del Vaticano: Musei Vaticani, Museo di Castel Sant'Angelo; - Fuori porta: Centrale Montemartini (lungo la Via Ostiense), Museo della Civiltà Romana (EUR), scavi della via Appia, Mausoleo di Cecilia Metella, Villa di Massenzio e Circo di Massenzio, Villa dei Quintili. |      |  |
| Satricum                                      | Latina (fraz. Le Ferriere)                             | Latina               | Latini, poi Volsci, Romani                  | Il sito è stato oggetto di scavi che hanno interessato l'abitato antico, con il santuario della Mater Matuta e la necropoli, riportando alla luce una grande quantità di oggetti, tra cui spiccano alcune stipi votive del santuario, e una nota epigrafe in latino arcaico (vedi: Lapis Satricanus). |      |  |
| Suessa Pometia                                | Cisterna Latina, fraz. di Pomezia oppure Borgo Podgora | Roma                 | Aurunci-Volsci-Latini?                      | Qualcuno ritiene che fosse la stessa città, chiamata inizialmente Suessa Aurunca (Aurunci), poi Satricum (Volsci) ed infine Pometia (Latini). |      |  |
| Tellenae                                      | zona fonte Ostiense                                    | Roma                 | Latini                                      | Resti di una necropoli, nella quale sono state rinvenute 175 tombe ed un vicino villaggio. |      |  |
| Sora                                          | Sora                                                   | Frosinone            | Volsci, Romani                              | Numerosi reperti recuperati nell'area archeologica sono ora presenti presso iL Museo della media valle del Liri. |      |  |
| Sutrium                                       | Sutri                                                  | Viterbo              | Etruschi, Romani                            | Tra i numerosi resti dell'antica città di Sutrium, l'anfiteatro romano e la necropoli etrusca. |      |  |
| Tarquinii (in latino) Tarch(u)na (in etrusco) | Tarquinia                                              | Viterbo              | Etruschi, Romani                            | Numerosi i resti archeologici della città etrusca (che faceva parte della dodecapoli). Tra questi ricordiamo: l'ara della Regina e la Necropoli dei Monterozzi dove sono presenti numerose tombe. La maggior parte dei reperti sono, quindi, conservati presso il Museo Nazionale di Tarquinia. Città che sembra diede i natali ai re di Roma di origine etrusca, come Tarquinio Prisco. |      |  |
| Tibur                                         | Tivoli                                                 | Roma                 | Sabini e Latini                             | Tra i numerosi resti presenti sul territorio ricordiamo: la Villa Adriana, il Tempio di Vesta, il Tempio della Tosse, il Tempio della Sibilla e il Santuario di Ercole Vincitore. |      |  |
| Tora                                          | Santa Anatolia di Borgorose                            | Rieti                | Equi                                        | |      |  |
| Trebula Mutuesca                              | Monteleone Sabino                                      | Rieti                | Sabini                                      | Resti di un tempio del III secolo a.C. |      |  |
| Tusculum                                      | Monte Porzio Catone                                    | Roma                 | Latini, Etruschi e Romani                   | Scavi archeologici di Tusculum hanno restituito una serie di monumenti come: l'acropoli, il foro, un teatro ed un anfiteatro, la cerchia muraria, ville romane tra le quali quella di Cicerone, un acquedotto ed una necropoli. |      |  |
| Veii                                          | Roma                                                   | Roma                 | Etruschi e Romani                           | Il complesso archeologico si trova a una ventina di chilometri dal centro di Roma, al confine con il comune di Formello, su un altopiano di forma vagamente triangolare di quasi duecento ettari (= 2 km²), che si erge a un'altezza di circa cinquanta metri rispetto al fondovalle ed è delimitato a sud dal fosso Piordo e a nord dal torrente Valchetta, identificato con l'antico Cremera sulle cui sponde fu quasi totalmente distrutta la romana gens Fabia. La città antica era racchiusa da una cinta muraria in opera quadrata di blocchi di tufo. Il perimetro della fortificazione superava gli 8 km e se ne conservano tuttora alcuni tratti. Alla città si accedeva da una decina di porte a cui si aggiungevano alcune posterule (ingressi minori). Porta Capena (che, come a Roma, prende il nome dalla città (alleata) di Capena capitale dei Capenati, nella cui direzione si apriva) è l'unica della quale sono attualmente visibili i resti. Presso una sorgente di acqua sulfurea presso il fosso Piordo, sorse il santuario extraurbano di Portonaccio, dedicato alla dea Minerva e probabilmente ad Apollo, frequentato anche come punto di incontro tra diverse popolazioni. Al santuario apparteneva la celebre scultura in terracotta dell'Apollo di Veio, attribuita allo scultore Vulca. La città disponeva di una vasta rete di acquedotti sotterranei, di cui rimangono attualmente circa 50 km complessivi di percorso, tutti realizzati fra il IX e il V secolo a.C., che servivano a controllare la portata delle acque durante le piene e alla distribuzione capillare ed equilibrata nei periodi siccità, con un complesso sistema di chiuse, deviazioni, dighe, laghi artificiali. Da segnalare altresì tra le rovine presenti anche il lago artificiale di circa un chilometro quadrato, ottenuto chiudendo una gola con una diga di circa trenta di metri di lunghezza, di cui si distinguono ancora perfettamente le fondazioni; il "cunicolo formellese", una galleria di circa seicento metri scavata a mano (tuttora esistente) dell'altezza di circa tre metri e della larghezza di circa un metro che metteva in collegamento il fosso Piordo con il fiume Cremera; l'acquedotto sotterraneo "della Mola" della lunghezza di circa trecento metri, una deviazione per ridurre la portata dell'acqua che arrivava a un mulino nel periodo di massima portata. |      |  |
| Velitrae                                      | Velletri                                               | Roma                 | Volsci, poi Romani                          | Dell'antica Velitrae, restano diversi reperti, raccolti parte in sito nel Museo Civico Archeologico e nel Museo Diocesano, parte in vari musei italiani ed esteri (ad es. la lamina bronzea di Velletri di fabbricazione volsca, 16 lastre di rivestimento, di provenienza etrusca, appartenenti ad un tempio etrusco-italico del VI secolo a.C.). Tutto il materiale è conservato al Museo Nazionale Archeologico di NapoliGli scavi hanno rivelato l'esistenza di templi dedicati ad Apollo, Ercole, Marte, oltre ad una basilica romana, attestata da una parte di iscrizione murata in una casa sull'attuale piazza Caduti del Lavoro, un anfiteatro romano. Fuori dall'abitato, nelle campagne in località San Cesareo è stato identificato il sito della Villa degli Ottavi, residenza sub-urbana della gens Ottavia e di Ottaviano Augusto. Una cisterna romana è stata scoperta in località Capanna Murata, lungo l'antico tracciato della via Appia. Ancora una cisterna romana delle dimensioni di 25.80 x 11.60 è stata trovata in località Civitana, su un terrazzo artificiale di dimensioni 120 x 120 a ridosso dell'antica via Appia. |      |  |
| Vulci                                         | Canino                                                 | Viterbo              | Etruschi                                    | Migliaia di tombe etrusche rinvenute in zona, dalle forme e tipologia più svariate: a fossa, tumulo, a cassone, a camera e a corridoio. Tra le più note: il grandioso tumulo della Cuccumella (alto 18 metri e con 75 metri di diametro), la Cuccumelletta e la Rotonda, la tomba François, situata nel territorio di Canino, quelle dei Tori, delle Iscrizioni e dei Due Ingressi. All'Osteria sono presenti diverse tombe a camera caratterizzate dal soffitto scolpito, come era in uso nelle abitazioni etrusche. Nelle vicinanza, sul torrente Fiora è poi presente un ponte romano. Numerosi reperti sono poi conservati presso il Museo archeologico nazionale di Vulci. |      |  |

## Liguria

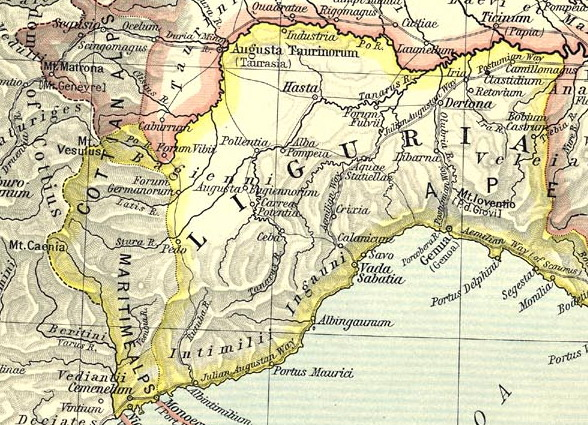
La Regio IX Liguria in epoca romana al tempo diAugusto.

Gli antichi Liguri si sistemarono sul litorale mediterraneo dal Rodano all'Arno, ma successivamente le migrazioni celtiche, come pure le colonizzazioni di Fenici, Greci e cartaginesi, rimpiazzarono in alcune aree i Liguri a partire dal IV secolo a.C. La Liguria costiera fu sottomessa ufficialmente dai romani soltanto durante il II secolo a.C., con varie sacche autonome che, date le caratteristiche del territorio, resisteranno al diretto controllo centrale ancora per qualche decennio. La Liguria corrispondeva alla IX regio Italiae come riporta Plinio (III, 5, 49): patet ora Liguriae inter amnes Varum et Macram XXXI Milia passuum. Haec regio ex descriptione Augusti nona est.La parola Ligure / Liguria fu assegnata a questo popolo prima dai Greci, poi dai romani e ha il significato di luogo paludoso o acquitrino.
In età classica centri importanti sono Genua, Savo, Vada Sabatia, Albium Intemelium, Albium Ingaunum, Lunae, quest'ultima nota ai giorni nostri con il nome di Luni perderà via via d'importanza sino al definitivo abbandono nel XIII secolo.Con la caduta dell'Impero romano dopo il V secolo si ebbe la devastazione da parte dei barbari (Eruli e Goti), tornata libera sotto i Bizantini dopo le guerre gotiche vi fu una breve ripresa che durò fino alla conquista longobarda del re Rotari del 641.
| Località antica                    | Località moderna        | Provincia | Civiltà/antiche popolazioni | Monumenti dell'antichità, siti archeologici, musei con collezioni archeologiche | Foto |
| ---------------------------------- | ----------------------- | --------- | --------------------------- | --- | ---- |
| Alba Docilia                       | Albisola Superiore      | Savona    | Romani                      | I resti di una villa romana risalente al periodo Imperiale sono oggi visibili nei pressi della stazione ferroviaria, adiacenti alla chiesa di San Pietro. I ruderi potrebbero collegarsi ad una dimora residenziale avente una superficie di circa novemila metri quadrati. L'edificio, oltre che ad abitazione, era destinato ad uso agricolo. Gli appartamenti destinati ad uso privato della famiglia erano molto probabilmente abbelliti da pavimenti e con decorazione musiva e soffitti affrescati, potrebbero avere avuto il massimo splendore artistico tra il I e II secolo. |      |
| Albingaunum                        | Albenga                 | Savona    | Liguri Ingauni Romani       | Antico oppidum celtico, in seguito castrum romano. Oggi numerosi reperti sono conservati sia nel Civico museo ingauno, sian nel Museo navale romano. La città romana era costruita attorno a due vie principali che dividono la città. Era composta da un forum (grande piazza centrale), centro della vita sociale. Mentre le strade e la geometria esterna si sono conservati perfettamente dall'antichità, il foro è andato ridimensionandosi, con ogni probabilità il Battistero, la cattedrale, il portico demolito, parte del palazzo sede del Comune erano l'antico foro. Nell'alveo del Centa e nella parte nord della città, sono stati ritrovati tratti di mura della stessa epoca di quelle di Costanzo III, che fanno presupporre che la città possedesse una doppia cinta muraria, per proteggersi anche dalle piene del Centa. Nei pressi poi della Chiesa di San Calocero, sono state trovate tracce della Via Iulia Augusta e nei pressi della Chiesa di San Martino i resti dell'anfiteatro romano (70 x 50 metri) del II secolo. |      |
| Albintimilium                      | Ventimiglia             | Imperia   | Liguri Romani               | Occupano l'area a levante di Ventimiglia e comprendono la città romana di Albintimilium con resti di mura e delle torri circolari della Porta Praetoria, le terme e l'adiacente teatro romano, quest'ultimo databile alla fine del II secolo d.C.. Parte del materiale ritrovato nel corso degli scavi è esposto all'interno del vicino Antiquarium e nel Museo civico archeologico Girolamo Rossi. |      |
| Genua                              | Genova                  | Genova    | Liguri e Romani             | La romanizzazione si evidenziò con l'espandersi della città dal primitivo castrum della zona di Santa Maria di Castello e del promontorio del Molo, verso la zona dell'attuale San Lorenzo e del Mandraccio. Il Museo di Archeologia Ligure (nei saloni di Villa Durazzo Pallavicini) offre un ampio panorama sul passato più antico della Liguria, dal Neolitico all'epoca romana. |      |
| Lucus Bormani                      | Diano Marina            | Imperia   | Liguri e Romani             | In località Prato Fiorito sono stati rinvenuti gli insediamenti romani dell'antica Lucus Bormani, che sorgeva lungo la Via Giulia Augusta. Qui fu costruita la Chiesa dei Santi Nazario e Celso (oggi sconsacrata) sopra a costruzioni di epoca romana presentando un intricato stile architettonico di murature delle diverse epoche. Molti dei reperti sono oggi conservati nel Museo Civico della "Comunitas Diani". |      |
| Luna (colonia romana dal 177 a.C.) | Luni, fraz. di Ortonovo | Spezia    | Romani                      | I resti della città romana di Luna (in precedenza castrum romano di 560 x 438 metri), costruita lungo la via Aurelia, sono musealizzati e inclusi sia nel percorso di visita del Museo Archeologico Nazionale di Luni, sia nel Museo civico archeologico Ubaldo Formentini (all'interno del Castello San Giorgio di La Spezia). L'area archeologica comprende diverse aree pubbliche della città romana quali il foro, l'area capitolina e il decumano massimo, la Basilica civile e paleocristiana, la curia e il cardine massimo, il Grande Tempio dedicato alla dea Selene (Luna) di epoca repubblicana, un teatro di età giulio-claudia e alcune dimore signorili (Domus dei Mosaici, Domus Settentrionale, Domus degli Affreschi). Anche i resti dell'Anfiteatro romano di Luni, posto al di fuori dell'antica cinta muraria, sono inclusi nell'area archeologica. |      |
| Savo Oppidum Alpinum               | Savona                  | Savona    | Liguri e Romani             | |      |
| Tigullia                           | Chiavari                | Genova    | Liguri e Romani             | Al tempo dell'Impero romano fu considerata un importante centro costiero del territorio tigullino e alcuni documenti dell'epoca la citano con il toponimo Tigullia, altri come Segesta Tigullorum; quest'ultima nomenclatura è stata dagli storici scartata poiché tale nome diede più probabilmente origine all'odierna cittadina di Sestri Levante. |      |
| Vada Sabatia                       | Vado Ligure             |           |                             | |      |
| Villa Matutia                      | Sanremo                 | Imperia   | Romani                      | Villa Matutia era una modesta villa rustica romana databile al II secolo d.C.. La villa è costituita da vari ambienti anche se nella maggior parte dei casi restano solo le fondamenta e nulla riguardo alla pavimentazione. L'insieme dei vani più importanti costituivano le terme (nella parte sud), mentre le altre sale costituivano ambienti di servizio, forse depositi e sicuramente una latrina. |      |

## Lombardia

L'antica Milano romana (Mediolanum) sovrapposta alla Milano moderna. Il rettangolo più chiaro al centro, leggermente sulla destra, rappresenta la moderna piazza del Duomo, mentre il moderno Castello Sforzesco si trova in alto a sinistra, appena fuori dal tracciato delle mura romane di Milano

L'area lombarda centro-orientale fu interessata da un'influenza etrusca attorno al V secolo a.C. In seguito, nel IV secolo a.C., la regione fu invasa da varie genti Galliche, che daranno vita alle confederazioni degli Insubri, nella Lombardia occidentale, e dei Cenomani, nella Lombardia orientale e nell'area del basso Garda e delle rive del Po.
Sul finire del III secolo a.C. i Romani iniziarono la conquista della Pianura Padana, scontrandosi con i Galli Insubri, mentre i Galli Cenomani furono fin dall'inizio loro alleati. La provincia diede in seguito i natali a celebri esponenti della cultura latina, quali Plinio e Virgilio.
Negli ultimi secoli dell'Impero, Milano (Mediolanum) accrebbe notevolmente la sua importanza di centro politico e religioso (con l'episcopato di Sant'Ambrogio) tanto che divenne una delle sedi dei tetrarchi al tempo di Costantino che, nel 313 d.C., emanò un editto, chiamato Editto di Costantino o Editto di Milano, nel quale concedeva a tutti la libertà di professare la propria religione.
Alla caduta dell'Impero d'occidente sono i barbari a dominare la Lombardia: prima arrivano gli Eruli di Odoacre (476-493), poi gli Ostrogoti di Teodorico il Grande (493-553). La Lombardia ritornò poi a far parte dell'Impero romano (questa volta d'Oriente o bizantino) dopo la Guerra gotica, che durò 30 anni e flagellò tutta l'Italia.
Ma, dopo soli 16 anni di dominio imperiale, nel 569 i Longobardi attaccarono e conquistarono la Lombardia, che ancora oggi porta il loro nome, ponendo la loro capitale a Pavia. Nel 774 Carlo Magno, re dei Franchi, discese in Italia su invito del papa, minacciato dai Longobardi. Il dominio franco diede inizio alla struttura politica feudale che caratterizzò l'Alto Medioevo.
| Località antica             | Località moderna            | Provincia | Civiltà/antiche popolazioni      | Monumenti dell'antichità, siti archeologici, musei con collezioni archeologiche | Foto |
| --------------------------- | --------------------------- | --------- | -------------------------------- | --- | ---- |
| Acerrae                     | nei pressi di Pizzighettone | Cremona   | Celti Insubri                    | La mancanza di rinvenimenti archeologici di contestualizzazione impediscono una precisa definizione dell'ubicazione di Acerrae. Sono presenti, invece, numerose testimonianze letterarie dell'insediamento ora scomparso: Polibio, Tito Livio, Strabone. Si aggiunga la "fondamentale" Tabula Peutingeriana, sulla quale Acerrae è menzionata. |      |
| Bergomum                    | Bergamo                     | Bergamo   | V secolo a.C. - V secolo d.C.    | I reperti dell'antica città e del territorio circostante (iscrizioni, stele funerarie, statue, lastre, ecc.) sono raccolti nel Civico museo archeologico di Bergamo. |      |
| Brixia                      | Brescia                     | Brescia   | XIII secolo a.C. - V secolo d.C. | Numerose sono ancora le strutture antiche romane: le domus dell'Ortaglia, il Capitolium, il teatro romano, la basilica ed il forum, che costituiscono il complesso archeologico monumentale dove si conservano i maggiori edifici pubblici di età romana dell'Italia settentrionale. Notevoli sono anche i reperti conservati presso il Museo di Santa Giulia, tra i quali spiccano i ritratti romani bronzei di Brescia e la Vittoria alata. |      |
| Clastidium                  | Casteggio                   | Pavia     |                                  | |      |
| Civitas Camunorum           | Cividate Camuno/Breno       | Brescia   | Romani                           | Della città si conservano un teatro ed un anfiteatro romano, oltre ad un santuario di Minerva (quest'ultimo in prossimità di Breno). Numerosi reperti sono oggi conservati presso il Museo nazionale della Valcamonica. |      |
| Comum oppidum o Novum Comum | Como                        | Como      | Romani                           | Numerosissime sono le testimonianze archeologiche venute alla luce a partire dal XIX secolo. Città fondata dei Romani, conserva ancora gli impianti termali in viale Lecco, una villa romana in via Zezio, tratti di mura cittadine (nei pressi del cortile della scuola media Parini in via C. Cantù; nei sotterranei dell'ex setificio in via Carducci). Alcuni ritrovamenti sono databili ad un periodo pre-romano: dal I millennio a.C. (cultura di Golasecca), alla metà del VII secolo a.C., fino alle invasioni galliche del IV secolo a.C. Numerosi di questi reperti sono oggi conservati presso il Museo archeologico Paolo Giovio. |      |
| Cremona                     | Cremona                     | Cremona   |                                  | |      |
|                             | Desenzano del Garda         | Brescia   |                                  | Villa romana di Desenzano del Garda |      |
| Laus Pompeia                | Lodi Vecchio                | Lodi      |                                  | |      |
| Mantua                      | Mantova                     | Mantova   | dal VI secolo a.C.               | |      |
| Mediolanum                  | Milano                      | Milano    | III secolo a.C. - V secolo d.C.  | Della Milano romana rimangono i resti di: Forum, Teatro, Anfiteatro, Terme Erculee, Mura, Palazzo imperiale, Ippodromo, Zecca e monetazione, recinto di San Vittore al Corpo, Mausoleo imperiale. Della Milano romana cristiana a testimonianza: le Basiliche paleocristiane, la Basilica vetus, la Basilica maior, la Basilica martyrum, la Basilica virginum, la Basilica Portiana, la Basilica di San Lorenzo e relative "Colonne", la Basilica di Sant'Eustorgio e la San Giovanni in Conca. Molti dei reperti sono, infine, conservati sia nel Museo archeologico di C.so Magenta, sia presso l'Antiquarium.                             |      |
| Sermione Mansio             | Sirmione                    | Brescia   | Neolitico - V secolo d.C.        | Grotte di Catullo |      |
| Ticinum                     | Pavia                       | Pavia     |                                  | |      |
| Vicus Sebuini               | Angera                      | Varese    | Romani                           | Lungo la strada che conduce alla famosa rocca Borromea, si trova una spelonca, già abitata in tempi preistorici (fine del Paleolitico e del Mesolitico) e utilizzata al tempo dei Romani per il culto di Mitra. Numerosi resti sono oggi conservati nel Museo Civico Archeologico di Angera. |      |

## Marche

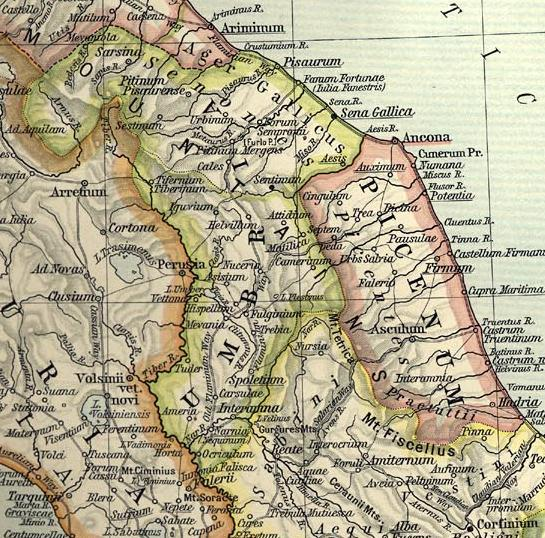
Cartina della Regio V (Picenum) e della Regio VI (Umbria et Ager gallicus picenus). Le attuali Marche comprendono la Vª regione settentrionale e la VIª orientale

Fin dal X secolo a.C. il territorio delle attuali Marche era interamente occupato dal popolo piceno, dall'attuale confine settentrionale a quello meridionale.
Nel IV secolo a.C. due fatti incisero profondamente sull'equilibrio etnico e culturale che era durato secoli: il territorio piceno venne invaso da nord dai Galli Sènoni, che lo occuparono sino al fiume Esino e, intorno al 387 a.C., i greci di Siracusa fondarono la colonia di Ankón, l'attuale Ancona, che fino a quel momento era stata un villaggio piceno.
Dopo la Battaglia del Sentino, nel 295 a.C., i Galli vennero sconfitti da una coalizione tra Romani e Piceni. Quando gli alleati romani divennero troppo invadenti, con la fondazione di colonie in territorio piceno, i Piceni si ribellarono e combatterono con i romani la guerra picentina; vennero sconfitti e dopo entrarono nello stato romano. Due importanti strade collegavano le Marche a Roma: la Flaminia (che arrivava a Fano) e la Salaria (che arrivava a Porto d'Ascoli). Inoltre durante il periodo imperiale, Ancona venne scelta da Traiano come porto di Roma verso Oriente, come testimonia anche l'iscrizione dell'arco di Traiano di Ancona, nella quale il capoluogo marchigiano è chiamato accessum Italiae, cioè "ingresso d'Italia".
Come tutti i territori delle attuali regioni italiane, anche quello marchigiano ebbe nel periodo romano diverse variazioni amministrative. Sotto l'impero di Augusto il sud della regione faceva parte della Regio V - Picenum mentre la parte nord, detta Ager gallicus (o Ager gallicus picenus), era compresa nella Regio VI - Umbria et ager gallicus, che comprendeva anche i territori orientali dell'attuale Umbria.
Con la riorganizzazione amministrativa di Diocleziano tutto il territorio delle attuali Marche era riunito nella Flaminia et Picenum (che comprendeva anche la Romagna). Questa provincia venne suddivisa sotto l'impero di Teodosio I in due circoscrizioni: le Marche settentrionali, dette Picenum Annonarium, formarono con la Romagna la Flaminia et Picenum Annonarium, mentre il sud della regione costituì il Picenum Suburbicarium.
Alla caduta dell'Impero romano d'Occidente, il territorio delle attuali Marche, dopo aver fatto parte del regno di Odoacre, come il resto d'Italia, entrarono nell'orbita dell'Impero romano d'Oriente, mentre il vecchio nome, "Piceno", si perse. Nell'Alto Medioevo il territorio regionale, entrato nel Sacro Romano Impero, acquista il nome di Marca di Ancona, nata dall'unificazione di varie marche, ossia "territori di confine".
| Località antica                                        | Località moderna     | Provincia                    | Civiltà/antiche popolazioni                                       | Monumenti dell'antichità, siti archeologici, musei con collezioni archeologiche | Foto |
| ------------------------------------------------------ | -------------------- | ---------------------------- | ----------------------------------------------------------------- | --- | ---- |
| nome greco: Ἀγκών (Ankón); nome latino: Ancona o Ancon | Ancona               | Provincia di Ancona          | Piceni (fino al 387 a.C.), Greci (fino al II secolo a.C.), Romani | - Monumenti dell'antichità - Arco di Traiano - anfiteatro romano - Siti archeologici principali - basilica paleocristiana sottostante la chiesa di Santa Maria della Piazza; nel sito archeologico sono presenti anche tratti di mura ellenistiche, visibili anche in via Volto dei Seniori e al lungomare Vanvitelli. - area archeologica del Tempio di Afrodite - area archeologica delle tabernae romane di via Carducci - peschiera romana della Scalaccia (area archeologica sommersa) - roccia con incisioni rupestri preistoriche del Conero - Musei con collezioni archeologiche - Museo archeologico nazionale delle Marche: collezioni paleolitiche, neolitiche, dell'Età del Rame, dell'Età del Bronzo, della civiltà picena, della civiltà gallica, della civiltà greca, della civiltà romana - Museo Diocesano collezione di arte tardo antica e paleocristiana |      |
| Attidium                                               | Fabriano             | Provincia di Ancona          | Romani                                                            | resti dell'insediamento |      |
| Asculum                                                | Ascoli Piceno        | Provincia di Ascoli Piceno   | Piceni (sino al 269 a.C.), Romani                                 | - Monumenti dell'antichità - Teatro romano - Porta Romana - Ponte di Cecco - Ponte di Solestà - tempio romano di età repubblicana trasformato nella chiesa di Chiesa di San Gregorio Magno - Siti archeologici principali - Grotte dell'Annunziata - Musei con collezioni archeologiche - Museo archeologico statale di Ascoli Piceno |      |
| Cupra                                                  | Cupra Marittima      | Provincia di Ascoli Piceno   | Piceni (sino al 268 a.C.), Romani                                 | Parco archeologico di Cupra: domus, foro, tempio a pianta rettangolare, resti di due archi onorari, monumenti funerari a edicola; Museo Archeologico Comunale. |      |
| Falerio Picenus                                        | Falerone             | Provincia di Fermo           | Romani                                                            | Teatro romano, resti dell'anfiteatro e di strutture idriche |      |
| Fanum Fortunae                                         | Fano                 | Provincia di Pesaro e Urbino | Romani                                                            | Arco di Augusto, mura urbiche |      |
| Forum Sempronii                                        | Fossombrone          |                              |                                                                   | |      |
|                                                        | Corinaldo            | Provincia di Ancona          |                                                                   | Monastero di Santa Maria in Portuno |      |
| Ostra                                                  | Ostra antica         | Provincia di Ancona          |                                                                   | |      |
| Pisaurum                                               | Pesaro               | Provincia di Pesaro e Urbino | Piceni, Romani                                                    | Necropoli picena di Novilara, Museo Archeologico Oliveriano |      |
| Potentia                                               | Porto Recanati       | Provincia di Macerata        | Romani                                                            | Area archeologica e mostra archeologica permanente, con collezioni romane (dall'antica Potentia). |      |
| Septempeda                                             | San Severino Marche  | Provincia di Macerata        | Piceni (nella frazione di Pitino), Romani                         | Museo archeologico Giuseppe Moretti, con collezioni picene (provenienti dalla vicina necropoli di Pitino) e romane (dall'antica Septempeda). |      |
| Sena Gallica                                           | Senigallia           | Provincia di Ancona          | Galli (sino al 295 a.C.), Romani                                  | Area archeologica romana della Fenice |      |
| Sentinum                                               | Sassoferrato         | Provincia di Ancona          | Romani                                                            | Parco archeologico di Sentinum |      |
| Numana                                                 | Numana e Sirolo      | Provincia di Ancona          | Piceni                                                            | Sito Archeologico dei Pini (necropoli picena visitabile), i cui reperti sono conservati all'Antiquarium di Numana |      |
| Suasa                                                  | Castelleone di Suasa | Provincia di Ancona          | Romani                                                            | Area archeologica romana di Suasa (anfiteatro, varie domus) |      |
| Urbinum                                                | Urbino               | Provincia di Pesaro e Urbino |                                                                   | Sezione archeologica della Galleria nazionale delle Marche |      |
| Urbs salvia                                            | Urbisaglia           | Provincia di Macerata        | Romani                                                            | Anfiteatro romano, Museo archeologico statale di Urbisaglia |      |

## Molise
Storicamente gran parte del Molise si identifica con l'antico Sannio. A partire dal III secolo a.C. subì l'invasione dei Romani, che crearono le loro colonie nei principali centri abitati già esistenti (Isernia e Venafro). Alla caduta dell'Impero romano d'Occidente, il territorio molisano fu devastato dai Goti (535-553), e poi incluso nel Ducato longobardo di Benevento. Il nome Molise compare nel Medioevo centrale per identificare una contea di appartenenza della famiglia normanna dei de' Moulins.
| Località antica | Località moderna                         | Provincia  | Civiltà/antiche popolazioni | Monumenti dell'antichità, siti archeologici, musei con collezioni archeologiche                                                                                     | Foto |
| --------------- | ---------------------------------------- | ---------- | --------------------------- | --- | ---- |
| Saepinum        | Sepino                                   | Campobasso | Romani                      | Città romana: - Cinta muraria; - Quattro porte; - Cardo e decumano; - Foro; - Basilica; - Terme; - Teatro; - Fontana del Grifo; - Terme; - Macellum. Piccolo museo. |      |
| Saipinom        | Sepino                                   | Campobasso | Sanniti                     | Cinta muraria; Tre porte. |      |
|                 | Sepino                                   | Campobasso | Sanniti                     | Tempio italico di San Pietro dei Cantoni, probabilmente dedicato a Mefitis.                                                                                         |      |
| Larinum         | Larino                                   | Campobasso | Frentani e Romani           | Città romana: - Anfiteatro romano del I sec. d.C; - Terme ricche di mosaici; - Lato orientale del Foro; - Domus ubicata vicino al Foro.                             |      |
|                 | Pietrabbondante                          | Isernia    | Sanniti                     | Santuario sannitico: - Teatro con sedili anatomici; - Tempio maggiore; - Tempio minore; - Porticati; - Botteghe.                                                    |      |
| Fagifulae       | Montagano                                | Campobasso | Romani                      | |      |
|                 | Vastogirardi                             | Isernia    | Sanniti                     | Tempio dedicato al dio Hereklúí Kerríiuí o alla dea Diana. |      |
|                 | Madonna del Canneto fraz. di Roccavivara | Campobasso | Romani                      | Villa romana. |      |
| Aquilonia?      | Monte Vairano                            | Campobasso | Sanniti                     | Cinta muraria; Tre porte; Cisterna; Horreum; Fornace; Casa di "LN"; Altri edifici.                                                                                  |      |
|                 | Campochiaro                              | Campobasso | Sanniti                     | Tempio dedicato ad Hereklúí Kerríiuí. |      |

## Piemonte
Il territorio fu poi abitato dai Liguri, stanziatisi in gran parte dell'Italia settentrionale, e da altri popoli di stirpe celtica e celto-ligure, quali i Taurini, i Graioceli, i Bagienni, i Salassi e i Vertamocori. Una grande varietà di popolazioni, dunque, che vivevano di agricoltura, di pastorizia ai piedi delle montagne, di pesca lungo i grandi corsi d'acqua e che possedevano nel contempo grandi abilità artigianali e metallurgiche. Sembra che la città di Torino sia sorta in epoca romana poco lontano da un insediamento di Taurini, dai quali potrebbe prendere il nome.
I Romani giunsero in Piemonte nel II secolo a.C., ma fu soltanto all'epoca di Cesare, durante la campagna gallica, che nacque la città romana di Julia Augusta Taurinorum, l'odierna Torino; nel 25 a.C. i Salassi venivano definitivamente sottomessi con la fondazione di Augusta Praetoria (l'odierna Aosta). La parte rimanente del Piemonte, costituita soprattutto da zone montuose, venne conquistata soltanto da Ottaviano Augusto. Il Piemonte venne diviso tra la Gallia Cisalpina e le province romane delle Alpes Cottiae, Alpes Maritimae ed Alpes Poenninae. I Romani, come in gran parte del Nord Italia, fondarono alcune delle maggiori città piemontesi vicino o su preesistenti insediamenti di origine celto-ligure, come Asti, Alba, Acqui Terme, Novara, Vercelli. Le dimensioni di queste città non erano di gran rilievo: spesso questi borghi venivano creati inizialmente come campi militari trincerati (da qui la pianta quadrangolare che caratterizza il centro di queste città), e solo successivamente incominciavano ad ospitare civili, solitamente in numero limitato.
Nel 312, l'esercito di Costantino I, si scontrò vittoriosamente contro le truppe di Massenzio, nell'area compresa tra Alpignano e Rivoli. L'evento viene generalmente ricordato come Battaglia di Torino. Al termine dell'epoca romana spicca la Battaglia di Pollenzo, combattuta nel 402 da Stilicone contro le truppe dei Visigoti nella pianura intorno a Bra.
| Località antica                       | Località moderna               | Provincia   | Civiltà/antiche popolazioni | Monumenti dell'antichità, siti archeologici, musei con collezioni archeologiche | Foto |
| ------------------------------------- | ------------------------------ | ----------- | --------------------------- | --- | ---- |
| Alba Pompeia                          | Alba                           | Cuneo       | Liguri Celti Romani         | Sono presenti resti delle mura romane lungo C.so Bizio, piazza Grassi, via Ospedale fino a piazza Marconi. Molti reperti sono poi conservati nel Museo Civico "Federico Eusebio". |      |
| Aquae Statiellae o Aquae Statiellorum | Acqui Terme                    | Alessandria | Liguri Statielli Romani     | Vasto complesso termale, resti di un acquedotto romano di epoca augustea lungo la Bormida. |      |
| Augusta Bagiennorum                   | Bene Vagienna, fraz. Roncaglia | Cuneo       | Liguri Bagienni Romani      | Scavi archeologici della città. Visitabili i resti del teatro romano, un portico ed una basilica paleocristiana. Nel Museo Storico e Archeologico nei pressi del sito archeologico sono presenti bronzi, sculture, monete, ecc. |      |
| Iulia Dertona                         | Tortona                        | Alessandria | Liguri Romani               | Sono presenti resti dell'acquedotto romano, necropoli lungo l'attuale via Emilia Scauri. Il materiale archeologico è poi raccolto nel Museo civico. |      |
| Eporedia                              | Ivrea                          | Torino      | Celti Salassi Romani        | Anfiteatro romano di Ivrea |      |
| Hasta Pompeia                         | Asti                           | Asti        | Romani                      | Torre Rossa di età romana, appartenente probabilmente ad una delle porte principali di accesso alla città (del I secolo). Domus di via Varrone |      |
| Industria                             | Monteu da Po                   | Torino      | Romani                      | Resti di un tempio dedicato ad Iside. |      |
| Libarna                               | Serravalle Scrivia             | Alessandria | Liguri Dectunini Romani     | Gli scavi anno messo in luce il reticolato urbanistico della città, oltre alle fondamenta di un anfiteatro e di un teatro. Nel vicino Antiquarium sono conservati i reperti dell'area tra cui alcuni pregevoli mosaici, oltre ad un diorama del sito. |      |
| Julia Augusta Taurinorum              | Torino                         | Torino      | Romani                      | Edifici significativi di epoca romana sono: la Porta Palatina e la Porta Praetoria, il teatro romano. Molti dei reperti sono poi conservati nel Museo di Antichità di Torino. |      |
| Novaria                               | Novara                         | Novara      | Romani                      | L'antica città si sviluppò attorno alle due vie principali del cardo e del decumanus maximus, oggi al di sotto del suolo stradale di corso Cavour e via Mazzini. Sono inoltre presenti pochi tratti di mura romane (all'epoca, si sviluppavano per 2.200 metri). Da visitare il Museo lapidario, presso il palazzo del Broletto oltre al Museo Novarese di Arte e Storia. |      |
| Pollentia                             | Pollenzo                       | Cuneo       | Romani                      | Numerosi sono i resti sotto la città attuale: resti di un foro, un tempio, un grande anfiteatro per ben 17.000 spettatori oltre ad un teatro. Numerosi reperti sono poi conservati al Museo civico di Archeologia e Storia dell'Arte di Bra (presso Palazzo Traversa). |      |
| Segusium                              | Susa                           | Torino      | Romani                      | La città ebbe un foro, un teatro, un anfiteatro, delle terme (terme Graziane), un arco onorario dell'epoca di Augusto, una cinta muraria (del III secolo) di cui rimane in particolare la Porta Savoia. |      |
| Vercellae                             | Vercelli                       | Vercelli    | Celti Romani                | I reperti cittadini sono raccolti nelle sale del Museo "Camillo Leone e comprendono reperti e manufatti di epoca romana, inclusi buccheri etruschi, anfore ed una stele bilingue (latino-celtica) del I secolo. |      |

## Puglia

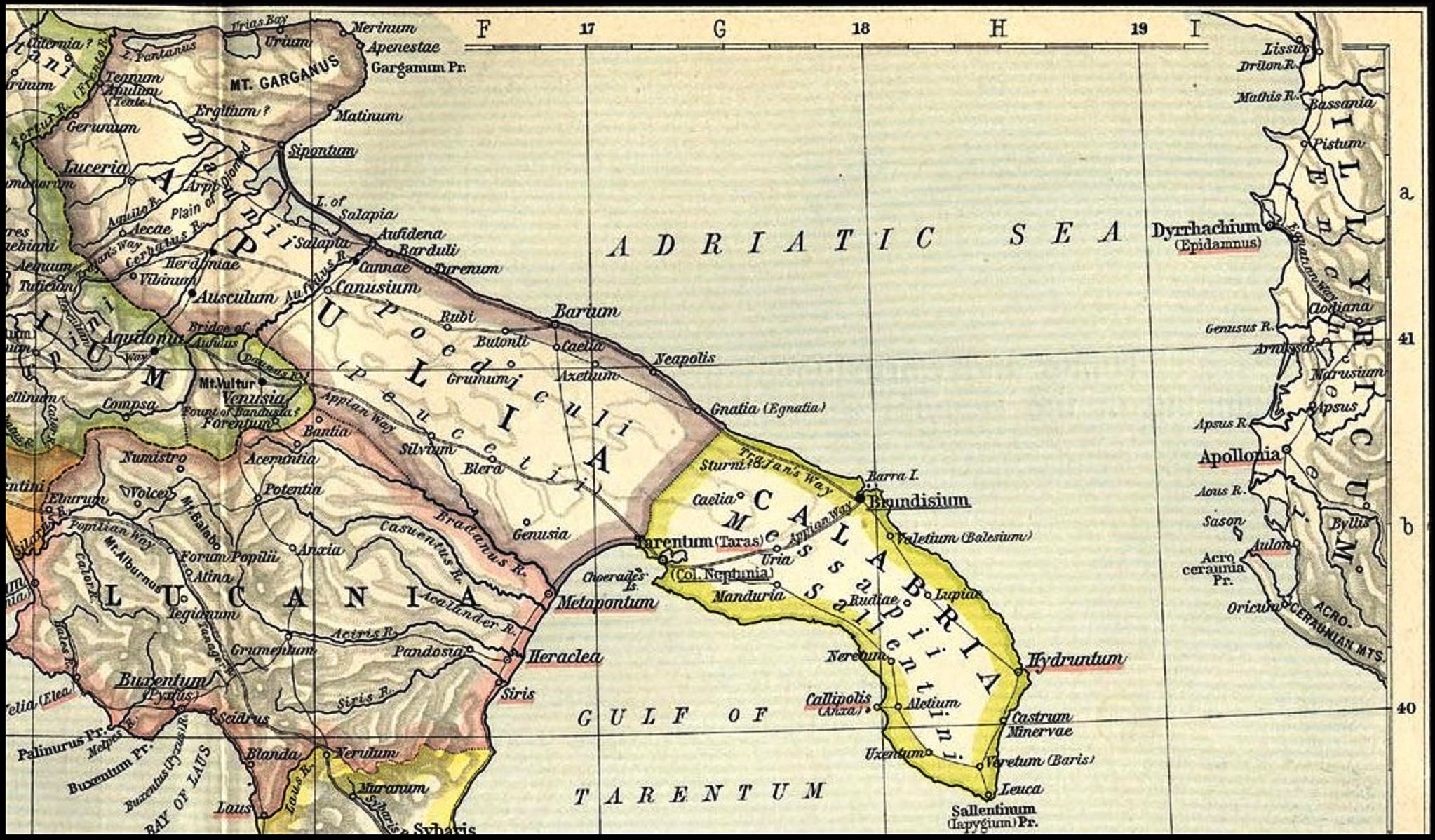
La Puglia in epoca romana

Numerose furono le colonie magnogreche soprattutto nella parte meridionale della regione, tra le quali la città spartana di Taras (Taranto). Durante la seconda guerra sannitica (326-304 a.C.), l'esercito romano, nel tentativo di prestare soccorso a Luceria, assediata dai Sanniti, subì una grave sconfitta nella battaglia delle Forche Caudine (321 a.C.). Ben presto Roma comprese l'importanza strategica dell'Apulia, ma l'occupazione della regione, nel III secolo a.C., non fu agevole soprattutto per la resistenza di Taras e Brundisium. Nel 216 a.C. a Canne (Barletta) l'esercito romano patì contro i Cartaginesi di Annibale la sua peggiore sconfitta.
Venne quindi istituita la Regio II Apulia et Calabria, che includeva anche il Sannio, una parte dell'attuale Molise e la Basilicata orientale. Con la costruzione della via Appia e, in epoca imperiale, della via Traiana (lungo cui prosperarono città come Aecae, Herdonia, Silvium, Canusium e Bitonto), la regione occupò posizioni di primato nella produzione del grano e dell'olio, diventando la maggior esportatrice di olio d'oliva in Oriente.
| Località antica               | Località moderna            | Provincia | Civiltà/antiche popolazioni | Monumenti dell'antichità, siti archeologici, musei con collezioni archeologiche                                 | Foto |
| ----------------------------- | --------------------------- | --------- | --------------------------- | --- | ---- |
| Aecae                         | Troia                       | Foggia    |                             | |      |
| Alytia                        | Alezio                      | Lecce     | Messapi                     | - Necropoli di Monte d'Elia - Museo della civiltà messapica a Palazzo Tafuri                                    |      |
|                               | Apigliano                   |           |                             | |      |
| Ausculum                      | Ascoli Satriano             |           |                             | - Villa di Faragola                                                                                             |      |
| Azetium                       | Rutigliano                  | Bari      | Peuceti                     | Imponente muraglia                                                                                              |      |
| Barium                        | Bari                        |           |                             | |      |
| Basta                         | Vaste                       | Lecce     | Messapi                     | Parco dei guerrieri di Vaste                                                                                    |      |
| Bavota                        | Parabita                    | Lecce     | Messapi                     | Grotta delle Veneri                                                                                             |      |
| Brentesion, poi Brundisium    | Brindisi                    | Brindisi  |                             | - Colonne romane - Museo archeologico provinciale Francesco Ribezzo                                             |      |
| Butuntum                      | Bitonto                     |           |                             | |      |
| Cannae                        | Canne della Battaglia       | Barletta  | Romani                      | - Cittadella di Canne - Antiquarium di Canne della Battaglia - Complesso termale di San Mercurio                |      |
| Canusium                      | Canosa                      |           | Dauni, Greci, Romani        | - Basilica paleocristiana di san Leucio - Museo Archeologico presso palazzo sinesi - sito www.canusium.it       |      |
|                               | Cavallino                   | Lecce     | Messapi                     | Museo diffuso di Cavallino                                                                                      |      |
|                               | Coppa Nevigata              |           |                             | |      |
| Gnathia                       | Egnazia                     | Brindisi  |                             | - Mura messapiche - Necropoli messapica - Museo Archeologico Nazionale di Egnazia                               |      |
|                               | Grotta di Montescotano      |           |                             | |      |
| Herdonia o Ærdonia            | Ordona                      |           |                             | |      |
| Hyretum, poi Veretum o Vereto | Patù                        | Lecce     | Messapi                     | Centopietre |      |
| Hydronton, poi Idruntum       | Otranto                     | Lecce     | Messapi                     | Grotta dei Cervi                                                                                                |      |
| Kaìlia                        | Ceglie Messapica            | Brindisi  | Messapi                     | |      |
| Leuka                         | Leuca                       | Lecce     | Messapi                     | Grotta Porcinara                                                                                                |      |
| Luceria                       | Lucera                      |           |                             | |      |
| Lupiae                        | Lecce                       | Lecce     | Messapi                     | - Anfiteatro Romano - Teatro Romano - Ipogeo Palmieri - Museo archeologico provinciale Sigismondo Castromediano |      |
| Mandurion                     | Manduria                    | Taranto   | Messapi                     | Parco archeologico delle Mura messapiche                                                                        |      |
| Matinum                       | Mattinata                   |           |                             | |      |
|                               | Monte Papalucio             |           |                             | |      |
| Scamnum                       | Muro Tenente                | Brindisi  | Messapi                     | |      |
|                               | Muro Leccese                | Lecce     | Messapi                     | - Località Cunella - Località Palombara                                                                         |      |
| Soletum                       | Soleto                      | Lecce     | Messapi                     | Edificio Messapico in cui era presente la Mappa di Soleto                                                       |      |
| Ozan                          | Ugento                      | Lecce     | Messapi                     | - Museo Archeologico di Ugento (Zeus di Ugento) - Necropoli in località Sant'Antonio                            |      |
|                               | Pezza Petrosa               |           |                             | |      |
|                               | Piano delle Fosse del Grano |           |                             | |      |
|                               | Quattro Macine              |           |                             | |      |
|                               | Roca                        | Lecce     | Messapi                     | |      |
| Rudiae                        |                             | Lecce     | Messapi                     | - Anfiteatro - Tombe                                                                                            |      |
| Sipontum                      | Siponto                     |           |                             | |      |
|                               | Supersano                   | Lecce     | Messapi                     | |      |
| Taras, poi Tarentum           | Taranto                     | Taranto   | Magna Grecia                | - Tempio di Poseidone - Museo archeologico nazionale di Taranto - Cripta del Redentore                          |      |
|                               | Tempietto di Seppannibale   |           |                             | |      |
|                               | Torre Alemanna              |           |                             | |      |
| Uria, poi Orra                | Oria                        | Brindisi  | Messapi                     | - Centro di documentazione messapica - Santuario di Monte Papalucio                                             |      |
| Vibinum                       | Bovino                      |           |                             | |      |

## Sardegna

Principali località sarde in epoca romana

I Fenici giunsero in Sardegna tra il X e l'VIII secolo a.C., periodo nel quale la civiltà nuragica era nel massimo splendore. Giunti come mercanti e non come invasori, si insediarono in alcuni punti di approdo lungo l'arco sud-occidentale della costa, approdi già abitati dai Nuragici con i quali si integrarono pacificamente, apportando in Sardegna nuove tecnologie e nuovi stili di vita, dando impulso ai commerci e favorendo la creazione di empori.
I Cartaginesi giunsero nell'isola nel VI secolo a.C. con la deliberata intenzione di conquistare tutta l'isola per assoggettarla al loro dominio. Un primo tentativo di conquista fu sventato dalla vittoriosa resistenza nuragica intorno al 535 a.C. Tuttavia, a partire dalla fine del VI secolo l'isola entrò nell'orbita di Cartagine. Intorno agli originari empori commerciali gradualmente si svilupparono dei fiorenti centri urbani. Ancora oggi sono visibili i resti di antichi insediamenti, fra questi i maggiori centri di insediamento cartaginese furono Karalis, l'attuale Cagliari, Nora, Tharros e Sulki nell'isola di Sant'Antioco. Nel colle di Tuvixeddu, nell'antica Karalis, si trova la più grande necropoli fenicio-punica esistente al mondo. A Sulki si trova il tophet più grande ritrovato finora. Tra gli altri insediamenti cartaginesi ricordiamo Bithia, Neapolis, Othoca, Cornus e un insediamento presso l'odierna Bosa.
I Romani ottennero la Sardegna nel 238 a.C. al termine della Prima Guerra Punica. Nel 215 a.C., il sardo-punico Amsicora, alleato coi popoli nuragici come gli Iliensi, guidò la resistenza anti-romana, ma fu sconfitto nella battaglia di Cornus. Per lungo tempo la dominazione romana fu segnata dalla difficile convivenza con i nuragici e i fenicio-punici. Gradualmente si raggiunse una certa integrazione, anche se non furono rare le rivolte. I centri punici si romanizzarono e Karalis divenne la capitale della nuova provincia. La città crebbe e fu arricchita di monumenti, tra i quali l'esempio più notevole è probabilmente l'anfiteatro, che fino al 2011 era ancora sede di spettacoli. Nel nord dell'isola, i Romani fondarono il porto di Turris Libisonis, l'odierna Porto Torres, e fecero della cittadina cartaginese di Olbia un centro importante dotata di piazze, acquedotti e complessi termali. Nel 1999, nelle acque dell'attuale porto vecchio furono recuperati 18 relitti di navi romane, di cui due probabilmente dell'età di Nerone, testimonianza dell'importanza dello scalo portuale della città. Ancora oggi le aree urbane situate in queste località, ovvero Cagliari, Sassari e Olbia, sono le principali città dell'isola.
I Romani dotarono l'isola di una rete stradale utilizzata soprattutto per mettere in comunicazione i centri della parte meridionale con il settentrione. A metà di una di queste strade, i Romani fondarono Forum Traiani (presso l'attuale Fordongianus), che divenne il principale centro militare isolano e che nel I secolo d.C. fu dotato di un complesso termale. Svilupparono la coltivazione dei cereali e la Sardegna entrò a far parte delle province granaio, insieme alla Sicilia e all'Egitto. Probabilmente, l'eredità culturale più importante del periodo romano è la lingua sarda, neolatina, composta da numerosi dialetti raggruppabili nelle varietà del logudorese e del campidanese.
| Località antica   | Località moderna | Provincia         | Civiltà/antiche popolazioni | Monumenti dell'antichità, siti archeologici, musei con collezioni archeologiche | Foto |
| ----------------- | ---------------- | ----------------- | --------------------------- | ------------------------------------------------------------------------------- | ---- |
| Caralis           | Cagliari         | Cagliari          | Fenici Punici Romani        |                                                                                 |      |
| Cornus            | Cuglieri         | Oristano          | Punici Romani               |                                                                                 |      |
| Feronia           | Posada           | Nuoro             | Etruschi Romani             |                                                                                 |      |
| Forum Traiani     | Fordongianus     | Oristano          | Romani                      |                                                                                 |      |
| Nora              | Pula             | Cagliari          | Fenici Punici Romani        |                                                                                 |      |
| Olbia             | Olbia            | Sassari           | Greci Punici Romani         |                                                                                 |      |
| Sirai             | Carbonia         | Carbonia-Iglesias | Punici                      |                                                                                 |      |
| Sulki             | Sant'Antioco     | Carbonia-Iglesias | Fenici Punici Romani        |                                                                                 |      |
| Tempio di Antas   | Fluminimaggiore  | Carbonia-Iglesias | Punici Romani               |                                                                                 |      |
| Tharros           | presso Cabras    | Oristano          | Fenici Punici Romani        |                                                                                 |      |
| Turris Lybissonis | Porto Torres     | Sassari           | Romani                      |                                                                                 |      |

## Sicilia

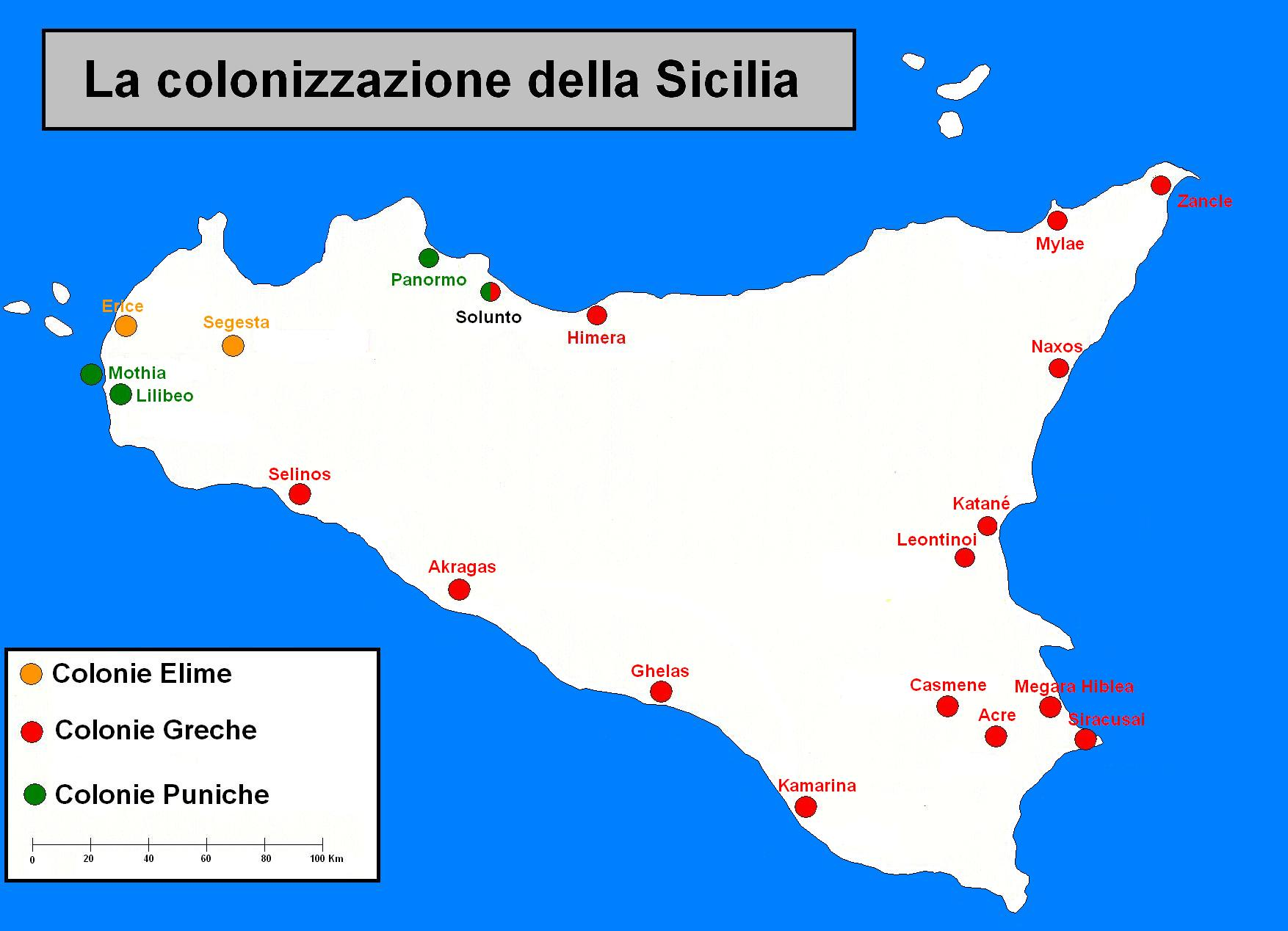
La Sicilia greca e cartaginese.

La Sicilia entra nell'età storica con la colonizzazione greca, che inizia con la fondazione di Naxos per opera dei Calcidesi e di Siracusa per opera dei Corinzi, verso la metà dell'VIII secolo a.C.; sempre i Calcidesi, ma in data imprecisata, fondarono Zancle (oggi Messina). Naxos, a sua volta fondò Katane (Catania) e Leontinoi e i greci megaresi fondarono Megara Hyblaea. Nella prima metà dell'VII secolo a.C. sorsero Gela per opera dei rodio-cretesi ed poi Akrai ed Eloro per opera dei siracusani. Selinunte per opera dei megaresi di Sicilia ed Himera, opera dei calcidesi-zanclei, sorsero a metà del VII secolo. Al principio del VI secolo Akragas (Agrigento) fu fondata dai gelesi mentre i siracusani fondarono Kamarina. Verso la metà del VI secolo a.C. greci di origine calcidese giunsero a Morgantina. Già prima dei Greci giunsero sull'isola i Fenici. Nel secolo VI la costa occidentale dell'isola apparteneva ai Cartaginesi, fondatori di Zyz (Palermo), Mozia (Isola di San Pantaleo) e di Solunto (oggi Santa Flavia) mentre le città di Eryx (oggi Erice) e Segesta furono fondate dagli Elimi.
La civiltà dei discendenti dei Greci stabilitisi in Sicilia (Sicelioti) è analoga a quella della Grecia propriamente detta. La loro entità politica è la "polis", la città-stato; anche quando si formano stati più vasti, questi sono pur sempre aggregati ad essa. Non pare che nelle città siceliote (come neppure in quelle italiote) vi sia stata mai la monarchia, sebbene prerogative monarchiche ebbero alcuni tiranni sicelioti. L'aristocrazia fondiaria mantenne generalmente il potere fino alla metà del secolo VI; gareggiò poi con essa la plutocrazia industriale e commerciale. Successivamente al periodo di egemonia aristocratica si ha la lotta tra l'aristocrazia e il popolo, mirante quest'ultimo ad ottenere l'uguaglianza dinanzi alla legge (donde le legislazioni attribuite a personaggi leggendari, tra i quali Caronda) e la partecipazione ai diritti politici. L'opposizione all'aristocrazia favorì, come in Grecia, il sorgere dei tiranni, che intorno al 500 a.C. salirono al potere in quasi tutte le città siceliote.
La Sicilia fu, al pari della Magna Grecia, un centro di cultura greca: si ricordano Archimede, Caronda, Empedocle, Epicarmo, Gorgia, Sofrone e Stesicoro. Splendida fu la fioritura artistica, specialmente nell'architettura religiosa. Tra la fine del secolo VII e il principio del VI sorsero i primi templi, ad esempio, a Siracusa e Agrigento; nel corso del VI secolo si ebbero le grandi costruzioni dei templi dorici. Con le costruzioni architettoniche si sviluppò la decorazione scultorea: famose sono le metope di Selinunte. Di grande valore artistico sono anche le monete delle città siceliote.
Al primo posto per importanza politica in Sicilia fu Siracusa, che divenne antesignana nella lotta con Cartaginesi ed Etruschi. La sua ascesa risale al principio del V secolo sotto il tiranno Gelone, vincitore ad Imera (circa 480) dei Cartaginesi, mentre il fratello e successore Gerone sconfisse gli Etruschi a Cuma per mare (474). Dopo la sua morte si ebbe a Siracusa una rivoluzione in senso democratico, che provocò il ristabilimento dell'indipendenza delle città siciliane assoggettate dai tiranni siracusani. Siracusa tuttavia proseguì la sua attività marittima fin nell'Italia centrale. Si ebbe in Sicilia un tentativo dei Siculi di liberarsi dal dominio greco e di costituire un regno proprio sotto Ducezio, tentativo che finì per fallire (460-440). Nella seconda metà del V secolo Atene venne a contrastare la potenza della dorica Siracusa, ma la grande spedizione ateniese del 415-413 a.C. finì in un disastro. Di quest'indebolimento dei Greci approfittò Cartagine per una ripresa in Sicilia, occupando nel 409 a.C. Selinunte e nel 405 a.C. Agrigento. Siracusa venne alla riscossa sotto il tiranno Dionigi il Vecchio, che però non spinse a fondo la guerra contro i Cartaginesi perché impegnato nella sottomissione delle città siceliote e nei tentativi espansionistici in Italia, ove si spinse fin nell'Adriatico superiore. Dopo la sua morte si ebbe a Siracusa un lungo periodo di sconvolgimenti, terminato nel 343 con il ristabilimento della libertà per opera di Timoleonte, il quale vinse i Cartaginesi, promosse la liberazione delle città siceliote e la loro alleanza.
Siracusa riprese la politica egemonica intorno al 316 a.C. per opera del tiranno Agatocle, che sottomise le altre città greche, assunse il titolo di re (305) e combatté contro Cartagine. Morto lui (289) Siracusa tornò in libertà. Premuta nuovamente da Cartaginesi, essa, assieme ad Agrigento, invitò Pirro re dell'Epiro che era venuto in Italia su chiamata di Taranto, a combattere i Romani. Pirro passò in Sicilia e ottenne successi; ma la discordia insorse tra lui e i suoi alleati ed egli allora fece ritorno sul continente. I Cartaginesi ristabilirono la loro potenza sull'isola, mentre Siracusa doveva difendersi dai Mamertini, mercenari campani impadronitisi di Messina. Durante la guerra contro di essi si ebbe la costituzione a Siracusa della nuova tirannia di Gerone II (270) e l'intervento dei Romani, chiamati dai Mamertini. Di qui l'inizio della prima guerra punica.
A seguito della prima guerra punica (264-241 a.C.) l'isola fu assoggettata da Roma, che ne fece la sua prima provincia: una parte del territorio venne considerato ager publicus mentre il resto fu sottoposto a tributo. Vi si mantennero tuttavia, o vi si formarono, città federate (fra cui Siracusa, che mantenne per alcuni decenni una limitata autonomia) e municipi romani. Per quanto concerne l'ambito economico-produttivo il territorio siciliano fu coltivato estensivamente a frumento per approvvigionare Roma, al punto tale da definire le Sicilia stessa il granaio di Roma.
Durante la seconda guerra punica (218-202 a.C.) vi furono ribellioni siceliote contro i Romani, principalmente ad Agrigento e Siracusa. Celebre fu il lungo assedio che quest'ultima subì da parte dell'esercito romano, che culminò nel 212 a.C. con l'espugnazione e il saccheggio della città. Le misure repressive che vennero adottate da parte dei vincitori recarono un grave colpo alla Sicilia. Siracusa divenne una città tributaria, mentre l'intera popolazione di Agrigento fu ridotta in schiavitù, venduta e sostituita da siciliani provenienti da zone rimaste fedeli a Roma. Le confische di beni e territori portarono allo sviluppo del latifondo e a una stagnazione della popolazione isolana, costituita in gran parte da schiavi che diedero vita alle guerre servili. Fra queste ultime rivestì una certa importanza quella scoppiata nel 138 a.C., in cui emerse anche un risveglio di sentimenti d'indipendenza da parte di alcuni centri abitati dell'isola. La feracità dell'isola fece di essa, fin da tarda età repubblicana, una delle regioni cereagricole più importanti del mondo romano. Dopo la morte di Giulio Cesare, la Sicilia fu governata, per alcuni anni, insieme alla Sardegna, da Sesto Pompeo. In età augustea si moltiplicarono gli stanziamenti dei veterani e dei coloni romani che favorirono il processo di latinizzazione di gran parte dell'isola. Essa, tuttavia, nell'ordinamento delle regioni augustee, era considerata come non facente parte dell'Italia. La concessione generale della cittadinanza romana fatta a suo tempo da Marco Antonio non fu tuttavia mantenuta da Cesare Augusto, il quale però otorgò alle principali città lo status di municipio romano o di colonia latina.
La Sicilia godette di un relativo benessere fino ad epoca Antonina, ma nel III secolo partecipò al generale processo di decadenza economica e politica dell'Impero. Con il nuovo ordinamento amministrativo ideato da Diocleziano e mantenuto in massima parte dagli imperatori successivi, la Sicilia, con la Sardegna e la Corsica, venne unita amministrativamente all'Italia. All'effimera ripresa culturale ed economica dell'Impero durante il IV secolo l'isola non restò probabilmente estranea: di quest'epoca è la celebre villa romana del Casale di Piazza Armerina, che con i suoi 3.500 m² di mosaici. costituisce uno dei più superbi esempi di arte romana tardoantica. Attorno alla metà del V secolo i Vandali, stabilitisi in Africa, s'impadronirono dell'isola.
| Località antica                         | Località moderna                 | Provincia     | Civiltà/antiche popolazioni     | Monumenti dell'antichità, siti archeologici, musei con collezioni archeologiche                                                                                | Foto |
| --------------------------------------- | -------------------------------- | ------------- | ------------------------------- | --- | ---- |
| Area Archeologica di Sant'Angelo Muxaro | Sant'Angelo Muxaro               | Agrigento     |                                 | Resti di Kamikos (?) |      |
| Abacaenum                               |                                  |               |                                 | |      |
| Adranon                                 | Adrano                           | Catania       | Antica colonia greca            | Resti di tempio e mura greci |      |
| Akrai                                   | Palazzolo Acreide                | Siracusa      |                                 | Rovine della città greca. |      |
|                                         | Alesa Arconidea                  |               |                                 | |      |
| Akragas                                 | Agrigento                        |               |                                 | Valle dei Templi, quartiere ellenistico-romano. |      |
|                                         | Assoro                           |               |                                 | |      |
| Kamarina                                | Camarina                         |               |                                 | Resti della città greca e del porto canale. |      |
|                                         | Castroreale terme                |               |                                 | Villa Romana (a S.Biagio) |      |
| Katane, poi Catana                      | Catania                          |               |                                 | Anfiteatro, Teatro e Odeon, strutture Termali ("dell'Acropoli", Achilliane, della Rotonda, dell'Indirizzo, di Sant'Antonio, dell'Itria), il Foro, le Necropoli |      |
|                                         | Centuripe                        |               |                                 | Terme romane, mausoleo. |      |
|                                         | Eloro                            |               |                                 | Fortificazioni, santuario di Demetra. |      |
| Eraclea Minoa                           | Cattolica Eraclea                | Agrigento     | Antica colonia greca            | Resti della città antica; teatro |      |
|                                         | Erice                            | Trapani       |                                 | |      |
| Finziade                                | Licata                           | Agrigento     | Antica colonia greca            | |      |
| Gela antica                             | Gela                             |               |                                 | Mura Timoleontee, Terme ellenistiche, Acropoli, Emporio Greco.                                                                                                 |      |
| Haluntium                               |                                  |               |                                 | |      |
| Halyciae                                |                                  |               |                                 | |      |
| Himera                                  | Termini Imerese                  | Palermo       |                                 | |      |
| Iaitas                                  | San Cipirello, San Giuseppe Jato | Palermo       |                                 | Teatro greco, rovine della città post-romana |      |
| Leontini                                |                                  |               |                                 | |      |
| Licodia Eubea                           |                                  |               |                                 | Città di fondazione greca vanta diversi siti e un museo archeologico.                                                                                          |      |
| Lilibeo                                 | Marsala                          |               |                                 | |      |
|                                         | Isola di Lipari                  |               |                                 | |      |
| Megara Iblea                            | Augusta                          | Siracusa      |                                 | |      |
| Morgantina                              | Aidone                           | Enna          |                                 | |      |
| Motya                                   |                                  | Trapani       |                                 | |      |
| Motyon Vassallaggi                      | San Cataldo                      | Caltanissetta | Antica città fondata dai Sicani | |      |
| Naxos                                   | Giardini Naxos                   |               |                                 | |      |
| Pantalica                               |                                  |               |                                 | Necropoli, Palazzo dell'Anaktorion. |      |
|                                         | Palermo                          | Palermo       |                                 | Museo archeologico regionale Antonio Salinas |      |
|                                         | Patti                            |               |                                 | Villa romana. |      |
| Polizzello                              | Mussomeli                        | Caltanissetta |                                 | Antica città fondata dai Sicani |      |
| Segesta                                 | Calatafimi Segesta               | Trapani       |                                 | Tempio, teatro. |      |
| Selinunte                               | Castelvetrano                    | Trapani       | Antica colonia greca            | Templi greci, mura, acropoli. Museo civico selinuntino |      |
| Syracusae                               | Siracusa                         |               |                                 | Parco archeologico, catacombe, anfiteatro romano, teatro greco.                                                                                                |      |
| Solunto                                 | Santa Flavia                     | Palermo       | Antica colonia greca            | |      |
| Tauromenium/Tauromenion                 | Taormina                         | Messina       |                                 | Teatro greco-romano di Taormina. Area archeologica della domus di San Pancrazio. Odeon del I sec. a.C.                                                         |      |
| Tyndaris                                | Patti, frazione Tindari          | Messina       |                                 | Teatro greco, casa romana, basilica. |      |
| Villa romana del Casale                 | Piazza Armerina                  | Enna          | Romani                          | |      |

## Toscana

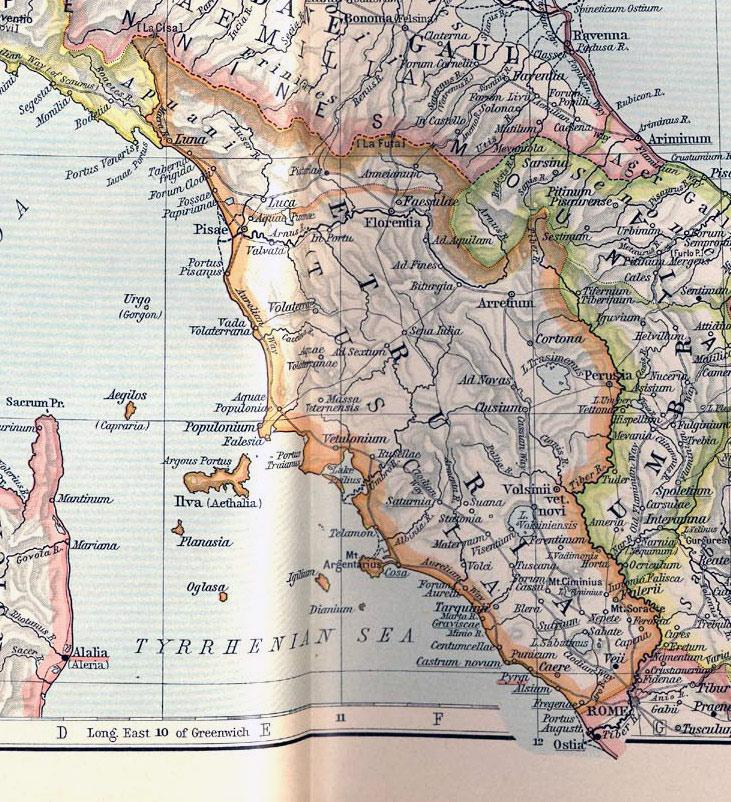
La Regione Etruria all'epoca dell'imperatore Augusto (corrispondeva all'attuale Toscana).

Verso il X secolo a.C. appaiono le prime testimonianze della presenza, in tutto il territorio dell'Italia Centrale, della popolazione etrusca identificata dalla cultura materiale della facies villanoviana. I Rasna o Rasenna, come secondo la maggior parte degli storici chiamavano se stessi, dominarono il territorio per molti secoli, ed è da essi, che l'attuale regione prese il nome di Etruria. Mentre le aree della Toscana settentrionale sono abitate anche dagli antichi Liguri, la cui presenza è attestata nelle province di Massa-Carrara, Lucca, Pistoia e in alcune aree di quelle di Pisa. Tuttavia, il confine tra Liguri ed Etruschi cambiò più volte durante l'età del ferro. Nella Toscana nord-occidentale, l'area tra i fiumi Arno e Magra fu culturalmente allineata con gli Etruschi nella prima età del ferro, e divenne sotto controllo ligure nella tarda età del ferro, per poi venire compresa nella Regio VII Etruria durante l'età augustea.
Il culmine dello splendore della civiltà etrusca fu raggiunto attorno al VI secolo a.C., con possedimenti che andavano dalla zona settentrionale della Pianura Padana alla Campania: furono costruite strade, tra le quali si sono ben conservate le Vie Cave (tra Sovana, Pitigliano e Sorano), realizzarono un maestoso complesso sacro termale in località il Bagnone a Sasso Pisano, vennero bonificate alcune paludi ed edificate importanti città toscane, come Arezzo, Chiusi, Volterra, Populonia, Vetulonia e Roselle, oltre all'ultima importante scoperta, ancora anonima, sorta in prossimità di Prato. II livello di civiltà raggiunto da questo grande popolo è testimoniato dalle interessanti similitudini - inconsuete per il Mediterraneo del tempo- tra i diritti degli uomini e quelli delle donne, o dalle fondamentali basi per l'urbanistica romana.
Nel III secolo a.C. gli Etruschi furono sconfitti dalla potenza militare di Roma e, dopo un primo periodo di prosperità, dovuto allo sviluppo dell'artigianato, dell'estrazione e della lavorazione del ferro, dei commerci, tutta la regione decadde economicamente, culturalmente e socialmente. I Romani, che si insediarono presso le preesistenti località etrusche, fondarono anche nuove città come Fiesole, Florentia e Cosa, attualmente una delle meglio conservate con le mura, il foro, l'acropoli e il capitolium, sorto originariamente come Tempio di Giove, oltre ad avere una propria monetazione. Dopo la caduta dell'Impero romano d'Occidente la regione passò attraverso le dominazioni ostrogota e bizantina, prima di divenire oggetto di conquista da parte dei Longobardi (569), che la eressero a ducato con sede a Lucca (Ducato di Tuscia).
| Località antica | Località moderna | Provincia | Civiltà/antiche popolazioni | Monumenti dell'antichità, siti archeologici, musei con collezioni archeologiche | Foto                                                                                   |  |
| --------------- | ---------------- | --------- | --------------------------- | --- | -------------------------------------------------------------------------------------- |  |
| Arretium        | Arezzo           | Arezzo    | Etruschi e Romani           | |                                                                                        |  |
| Clusium         | Chiusi           | Siena     | Etruschi e Romani           | |                                                                                        |  |
| Cortona         | Cortona          | Arezzo    | Etruschi e Romani           | |                                                                                        |  |
| Cosa            | Ansedonia        | Grosseto  | Romani                      | |                                                                                        |  |
| Faesulae        | Fiesole          | Firenze   | Etruschi e Romani           | *Area archeologica di Fiesole |                                                                                        |  |
| Florentia       | Firenze          | Firenze   | Etruschi e Romani           | *Teatro romano di Firenze, Museo archeologico nazionale di Firenze |                                                                                        |  |
| Luca            | Lucca            | Lucca     | Liguri, Etruschi e Romani   | | Anfiteatro di Lucca                                                                    |  |
| Pisae           | Pisa             | Pisa      | Etruschi e Romani           | | *Bagni di Nerone, - Acquedotto romano di Caldaccoli - Museo delle navi antiche di Pisa |  |
| Populonia       | Populonia        | Livorno   | Etruschi                    | *Area archeologica di Poggio del Molino - Parco archeologico di Baratti e Populonia |                                                                                        |  |
| Rusellae        | Roselle          | Grosseto  | Etruschi                    | Scavi dell'insediamento, in particolare dell'area del foro e dell'anfiteatro. |                                                                                        |  |
| Saturnia        | Saturnia         | Grosseto  |                             | Porta Romana, la porta di accesso della via Clodia giungendo da Roma. |                                                                                        |  |
| Sovana          | Sovana           | Grosseto  | Etruschi                    | Resti degli scavi archeologici fanno parte del cosiddetto parco archeologico del Tufo. Vi sono anche testimonianze eneolitiche, sebbene il centro si sviluppò principalmente in epoca etrusca come dimostrano le tombe monumentali presenti nella zona (almeno un centinaio). Notevoli esempi sono la Tomba della Sirena, a edicola, in località Poggio di Sopra Ripa, la Tomba del Tifone sul Poggio Stanziale, la Grotta Pola sul Poggio Prisca e, soprattutto, la monumentale Tomba Ildebranda sul Poggio Felceto. |                                                                                        |  |
| Vetulonia       | Vetulonia        | Grosseto  | Etruschi                    | |                                                                                        |  |
| Volaterrae      | Volterra         | Pisa      | Etruschi e Romani           | Teatro romano di Volterra, Museo Guarnacci, Anfiteatro romano di Volterra |                                                                                        |  |

## Trentino-Alto Adige
Intorno al 500 a.C. si sviluppò la cultura di Fritzens-Sanzeno, conosciuta anche come la cultura dei Reti, che segue la precedeente cultura di Luco-Meluno a sud dello spartiacque alpino e della cultura dei campi d'urne a nord dello stesso. Il nome di "Reti" per queste popolazioni viene tramandato dagli scrittori romani; la sua origine è incerta (Plinio lo attribuiva a un loro antico capo, Raetus) e sembra connesso con la principale divinità di questi popoli, la dea Raetia. Come nella precedente cultura di Luco-Meluno, è la ceramica riccamente decorata che contraddistingue Fritzens-Sanzeno, mentre la lavorazione degli oggetti di metallo è influenzata dalle civiltà degli Etruschi e dei Celti. Tipici della cultura di Fritzens-Sanzeno sono i luoghi di culto, peraltro già frequentati dalla cultura di Luco-Meluno, certi tipi di fibula, particolari armature in bronzo e un alfabeto di derivazione etrusca. I Reti si stabilirono in diverse valli e organizzarono una società abbastanza complessa, costruendo una rete di villaggi molto vasta e dedicandosi a diverse attività di sfruttamento del territorio, che accompagnavano l'occupazione tradizionale della caccia: agricoltura, dalla quale producevano vino (celebre a Roma già in età repubblicana), ortaggi, e diversi tipi di cereali e allevamento di ovini, caprini, bovini e cavalli. In età romana l'intero territorio del Trentino-Alto Adige, unito ad altre zone confinanti, era conosciuto come Retia.
L'integrazione della regione nei domini di Roma avvenne solo nel I secolo a.C. La sconfitta definitiva dei Reti, avvenuta nei pressi di Bolzano, si ebbe a seguito delle campagne militari nelle Alpi di Druso maggiore e Tiberio nel 16/17 a.C. La parte settentrionale dell'odierno Alto Adige venne divisa fra le due province Rezia (Raetia prima e Raetia secunda) e Norico (Noricum), mentre quella meridionale che includeva la Val d'Adige fino all'altezza di Merano venne inclusa nella Regio X Venetia et Histria. L'insediamento di maggiori dimensioni finora noto è Sebatum/San Lorenzo di Sebato, un importante snodo stradale. Nel I secolo a.C. venne fondata anche la città di Tridentum, attuale Trento (anche se alcuni studiosi ipotizzano una fondazione precedente, risalente all'invasione gallica del III secolo a.C.). In età imperiale Claudio (41-54 d.C.) comprese l'importanza strategica del territorio trentino e sfruttò la posizione di Trento completando due grandi strade: la via Claudia Augusta Padana, che da Ostiglia raggiungeva il Passo Resia, e la via Claudia Augusta Altinate che, partendo dall'allora importante porto di Altino, si ricongiungeva nel capoluogo trentino con la Padana attraverso la Valsugana. Dopo l'anno 400 d.C., nella tarda romanità, si diffuse il cristianesimo, influenzando in misura crescente la vita pubblica e privata. La sede vescovile di Sabiona, presso l'odierna Chiusa, ebbe un ruolo importante nella cristianizzazione del territorio.
| Località antica | Località moderna | Provincia | Civiltà/antiche popolazioni | Monumenti dell'antichità, siti archeologici, musei con collezioni archeologiche | Foto |
| --------------- | ---------------- | --------- | --------------------------- | --- | ---- |
| Tridentum       | Trento           | Trento    | Reti e Romani               | Di grande interesse sono la Porta Veronensis - sotto la torre civica. Era l'ingresso monumentale alla città di Tridentum, era provvista di due fornici, uno pedonale e l'altro per i carri, con pianta rettangolare e cortile interno. La facciata esterna, caratterizzata da una lesena, era fiancheggiata da due torri poligonali con 16 lati. Spazio archeologico del S.A.S.S. - Sotto il teatro sociale. Si tratta di un intero isolato provvisto di resti di una cinta muraria, resti di una torre, una strada con impianto fognario, una domus con vari ambienti della casa (triclinio, cucina, latrina, atrio, cortile); inoltre sono presenti un hypocastum e un mosaico. Spazio archeologico sotto Palazzo Lodron - in questo spazio archeologico è presente una strada e resti di una torre, una casa con latrina e una bottega vinaria (capibile dall'impronta di 6 tini). Inoltre si può osservare un tratto ben conservato di cinta muraria. Basilica Paleocristiana - sotto il Duomo. All'esterno della cinta urbica l'edificio rivestiva in origine il ruolo di basilica cimiteriale. Villa Romana - in via Rosmini. Si tratta dei resti di una villa fuori dalla cinta muraria, molto interessante il mosaico presente all'interno della stessa. Inoltre sono visibili sulla sommità del Doss Trento i resti di una basilica paleocristiana. Museo provinciale del Castello del Buonconsiglio |      |

## Umbria

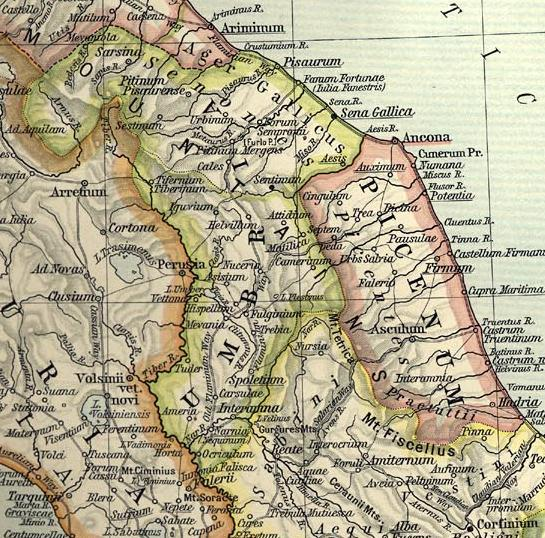
Cartina della Regio VI Umbria

Nel 672 a.C. viene fissata la leggendaria fondazione di Terni. Nel 295 a.C. dopo la battaglia di Sentino fu conquistata dai Romani, che vi stanziarono alcune colonie e ne attraversarono il territorio con la via Flaminia (220 a.C.). Vi ebbe luogo la battaglia del Trasimeno durante l'invasione di Annibale nel corso della seconda guerra punica e Perugia venne espugnata e data alle fiamme nel Bellum Perusinum, durante la guerra civile tra Marco Antonio e Ottaviano nel 40 a.C. Il territorio della regione, dopo la fine dell'impero romano vide le lotte tra Ostrogoti e Bizantini e la fondazione nella parte orientale della regione del longobardo ducato di Spoleto (indipendente tra il 571 e la metà del XIII secolo). Ai Bizantini rimase comunque il cosiddetto corridoio bizantino, striscia di territorio estesa lungo il corso del Tevere e facente capo all'Esarcato di Ravenna.
| Località antica  | Località moderna                | Provincia | Civiltà/antiche popolazioni | Monumenti dell'antichità, siti archeologici, musei con collezioni archeologiche | Foto |
| ---------------- | ------------------------------- | --------- | --------------------------- | --- | ---- |
| Asisium          | Assisi                          |           |                             | |      |
| Carsulae         | Terni, San Gemini               |           |                             | |      |
| Casventum        | San Gemini                      |           |                             | |      |
| Forum Flaminii   | San Giovanni Profiamma          |           |                             | |      |
| Fulginium        | Foligno                         |           |                             | |      |
|                  | Gualdo Tadino                   |           |                             | |      |
| Iguvium          | Gubbio                          |           |                             | - Palazzo dei Consoli; in esso sono conservate, tra l'altro, le tavole eugubine, - Teatro romano: appena oltre le mura romane, si trova il teatro romano, risalente al I secolo d.C. Una lapide qui ritrovata menziona una serie di lavori fatti da Gneo Satrio Rufo, quattuorviro di Gubbio. Sono ben conservate le arcate inferiori, parte di quelle superiori, la cavea (che poteva contenere anche 6.000 spettatori) e la scena con nicchie curve e rettangolari. - Mausoleo: rudere di tomba romana, localizzata nei pressi del teatro, originariamente rivestita di grossi blocchi di pietra squadrati, avente una camera sepolcrale ancora ben conservata con volta a botte ed una piccola finestra. |      |
| Interamna Nahars | Terni                           |           |                             | |      |
|                  | Lugnano in Teverina             |           |                             | Necropoli dei bambini e Villa romana di Poggio Gramignano |      |
|                  | Massa Martana                   |           |                             | |      |
|                  | Matigge                         |           |                             | |      |
| Mevania          | Bevagna                         |           |                             | |      |
| Narnia           | Narni                           |           |                             | |      |
| Nursia Valeria   | Norcia                          |           |                             | |      |
| Perusia          | Perugia                         |           |                             | |      |
| Hispellum        | Spello                          |           |                             | - Porta Venere, - Anfiteatro - Villa romana di Sant'Anna |      |
| Spoletium        | Spoleto                         |           |                             | |      |
| Tifernum         | Città di Castello               |           |                             | |      |
| Tuder            | Todi                            |           |                             | |      |
| Trebiae          | Trevi                           |           |                             | |      |
|                  | Triponzo                        |           |                             | |      |
| Pitulum Mergens  | Santa Maria di Sette, Umbertide |           |                             | |      |
| Urvinum Hortense | Collemancio                     |           |                             | |      |

## Valle d'Aosta
La Valle d'Aosta, abitata dalla popolazione ligure-gallica dei Salassi, fu conquistata dai Romani nel 25 a.C., che vi fondarono Augusta Prætoria Salassorum, l'odierna Aosta. Importante sotto il profilo militare e strategico per il controllo dei valichi del Piccolo e del Gran San Bernardo.
Altre città furono fondate lungo la valle della Dora Baltea, come Carema (Quadragesima Galliarum, cioè «alla quarantesima tra miliare della via delle Gallie»), dove si trovava un posto di controllo, Quart (Ad quartum lapidem, cioè «alla quarta pietra miliare»), Chétoz (Ad sextum lapidem, cioè «alla sesta pietra miliare»), Nus (Ad nonum lapidem, cioè «alla nona pietra miliare»), Diémoz (Ad decimum lapidem, cioè «alla decima pietra miliare»), che indicavano la distanza a partire da Aosta. Altri borghi e guarnigioni militari erano Verrès (Vitricium), Châtillon (Castellio), oppure i fundi di Charvensod (Calventianus), Gressan (Gratianus) e Jovençan (Joventianus). I coloni Aymus e Avilius, proprietari del Ponte acquedotto di Pont d'Aël, diedero il nome a Aymavilles (Ayma-villes).
Il popolo dei Salassi potrebbe appartenere alla cultura di Hallstatt, una cultura celtica. Discendono dalla tribù degli Allobrogi; per un aumento intensivo della popolazione, poi, si spinsero verso il Mediterraneo, seguendo l'antica Via del sale, arrivando in Valle d'Aosta, nella zona della Dora Baltea, e nel Canavese nel 1200 a.C.; sovrapponendosi ad altri gruppi etnici già presenti nella regione. Una conferma dell'origine celtica dei Salassi è data da alcune parole, quali "berrio" (= pietra) e "bletsé" (= mungere), del patois valdostano.
| Località antica   | Località moderna                        | Provincia | Civiltà/antiche popolazioni | Monumenti dell'antichità, siti archeologici, musei con collezioni archeologiche | Foto |
| ----------------- | --------------------------------------- | --------- | --------------------------- | --- | ---- |
| Augusta Praetoria | Aosta                                   | Aosta     | Salassi Romani              | La città romana conserva: un anfiteatro ed un teatro, un forum, l'Arco di Augusto, la Porta Prætoria oltre ad altre porte romana di Aosta, alcuni tratti della cinta muraria e torri, un ponte sul Buthier, una villa, una necropoli nei pressi della Porta Decumana e molti dei reperti sono conservati sia nel Museo archeologico regionale della Valle d'Aosta, sia nel Museo del tesoro della cattedrale di Aosta |      |
| Castellum         | Châtillon                               | Aosta     | Romani                      | ponte romano |      |
|                   | Colle del Gran San Bernardo             | Aosta     | Romani                      | tempietto a Giove Sabazio Via delle Gallie |      |
|                   | Colle del Piccolo San Bernardo/La Tuile | Aosta     | Salassi Romani              | Mansio romana ed un sacellum |      |
|                   | Donnas                                  | Aosta     | Romani                      | Via delle Gallie |      |
|                   | Aymavilles                              | Aosta     | Romani                      | Ponte acquedotto di Pont d'Aël Via delle Gallie |      |
|                   | Pont-Saint-Martin                       | Aosta     | Romani                      | Pont Saint-Martin Via delle Gallie |      |
|                   | Saint-Vincent                           | Aosta     | Romani                      | ponte romano |      |

## Veneto

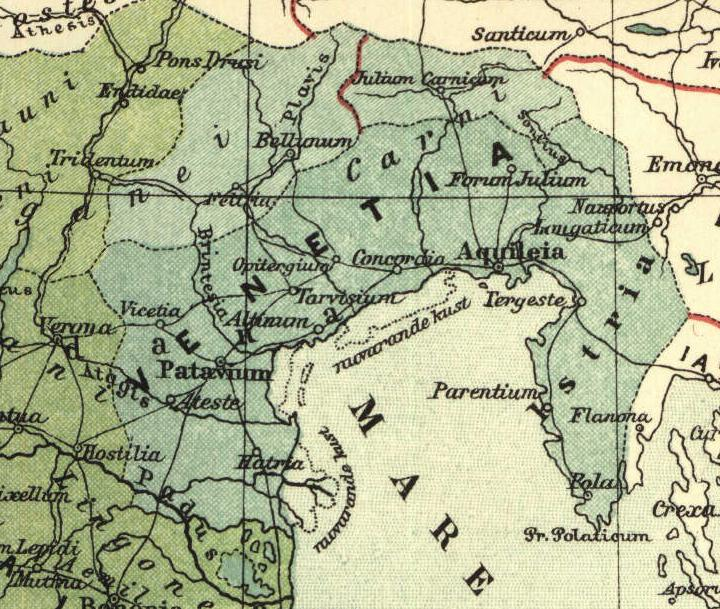
La Regio X Venetia et Histria dell'epoca augustea includeva le attuali regioni italiane di Veneto e Friuli-Venezia Giulia.

Il processo di romanizzazione della Venetia è avvenuto in maniera graduale e senza traumi o conquiste manu militari, dato che veneti e romani erano popoli alleati.
Le relazioni politico-militari con i romani iniziano nel III secolo a.C. : nel 225-222 veneti e cenomani stringono un'alleanza militare con Roma contro gli insubri, i boi e i gesati, fornendo secondo Polibio un contingente di 20.000 uomini. I galli saranno battuti nella storica battaglia di Clastidium nel 222. Nel 181 a.C. la deduzione della colonia latina di Aquileia comportò un rafforzamento dei tradizionali rapporti di collaborazione fra veneti e romani. Aquileia sorse al limite del territorio dei Veneti;nessuna colonia infatti venne mai fondata sul territorio dell'alleato veneto. Benché la regione fosse stata posta sotto il regime provinciale (provincia di Gallia Cisalpina), la romanizzazione delle élite locali continuò senza sosta. Dopo la guerra sociale nell'89 a.C. Gneo Pompeo Strabone promosse la lex Pompeia de Transpadanis. Tale legge concedeva lo Ius Latii, il diritto del latini ai centri indigeni veneti. Tra le comunità che dovettero godere di questo privilegio fra ci furono, fra gli altri, Verona, Vicenza, Padova, Feltre e Belluno. La completa integrazione delle comunità venete nell'orbe romano avvenne nel 49 a.C. con la concessione del plenum ius, cioè della piena cittadinanza romana, da parte di Giulio Cesare.
In epoca augustea il territorio dei veneti venne unificato e dotato di riconoscimento ufficiale con la creazione della Regio X Venetia et Histria. La città maggiore era Aquileia, sebbene il concetto di 'capitale regionale' fosse estraneo alla pensiero istituzionale dell'Alto Impero. Diocleziano la trasformò in Provincia Venetiae et Histriae, mantenendone i confini sostanzialmente inalterati.
Nei primi secoli d.C. iniziò il processo di Cristianizzazione del Veneto. Centro di irradiamento della nuova religione fu Aquileia, metropoli della Venezia endolagunare, in cui il Cristianesimo era giunto probabilmente per mare. Secondo la tradizione fu San Marco Evangelista a fondare la Chiesa di Aquileia, consacrandone vescovo Sant'Ermagora, martire sotto Nerone. Egli avrebbe inoltre inviato il greco Prosdocimo ad evangelizzare Padova, Asolo, Vicenza, Treviso, Altino ed Este. All'evangelizzazione di Verona avrebbe contribuito una comunità cristiana proveniente dall'Africa romana; africano è anche San Zeno, patrono della città.
| Località antica | Località moderna     | Provincia | Civiltà/antiche popolazioni          | Monumenti dell'antichità, siti archeologici, musei con collezioni archeologiche | Foto |
| --------------- | -------------------- | --------- | ------------------------------------ | --- | ---- |
| Acelum          | Asolo                | Treviso   | Paleoveneti, Romani                  | |      |
| Altinum         | Altino               | Venezia   | Romani                               | Area archeologica e museo di Altino |      |
| Ateste          | Este                 | Padova    | Paleoveneti, Romani                  | - Museo Nazionale Atestino - Domus romane di Via Albrizzi |      |
| Hatria          | Adria                | Rovigo    | Paleoveneti, Greci, Etruschi, Romani | - Museo Archeologico Nazionale, in cui si conserva anche il miliare LXXXI della Via Popilia |      |
| Iulia Concordia | Concordia Sagittaria | Venezia   | Romani                               | - Trichora Martyrium (350 d.C.) - Resti di ponte romano sulla via Annia (II-III secolo) |      |
| Opitergium      | Oderzo               | Treviso   | Paleoveneti, Romani                  | |      |
| Patavium        | Padova               | Padova    | Paleoveneti, Romani                  | - Resti dell'anfiteatro nei Giardini dell'Arena - Musei civici di Padova |      |
| Tarvisium       | Treviso              | Treviso   | Paleoveneti, Romani                  | |      |
| Verona          | Verona               | Verona    | Romani                               | - Arena - Teatro - Ponte Pietra - Arco dei Gavi - Porta Borsari - Porta Leoni - Area archeologica sotterranea nell'area del foro - Ponte Postumio (crollato nel 1153; alcuni piloni visibili durante i periodi di secca dell'Adige) |      |
|                 | Venezia              | Venezia   |                                      | Museo archeologico nazionale |      |
| Vicetia         | Vicenza              | Vicenza   | Paleoveneti, Romani                  | - Museo naturalistico-archeologico ai Chiostri di Santa Corona - Museo Diocesano (scavi del livello romano nel piano interrato) - tratto di cardo in Corso Fogazzaro, a lato del Tempio di San Lorenzo - basi dell'acquedotto romano in Corso Fogazzaro e in Strada Lobia a Caldogno - Criptoportico romano, in Piazza Duomo - tratto di decumano nei sotterranei della canonica del Duomo - Teatro Berga |      |